# Buddhistische Kunst

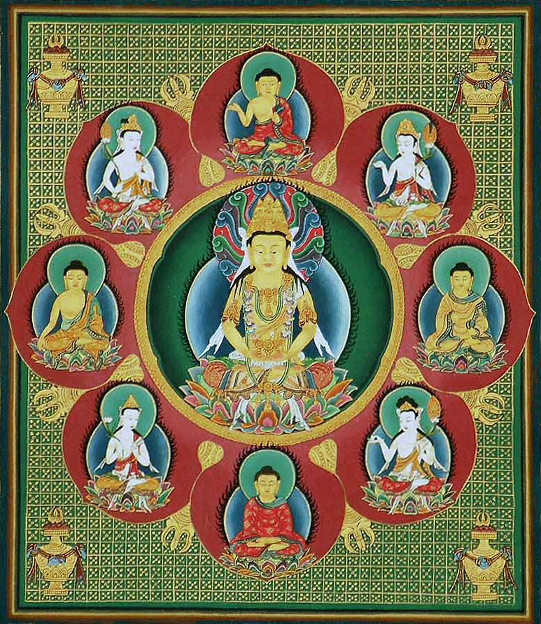
Garbhadhatu (sanskrit) bzw. Taizo-kai (jp.) – Mandala

Die buddhistische Kunst, im Folgenden vor allem Architektur, Bildhauerei und Malerei mit Bezug zu Buddha, dem Dharma („Lehre“) und dem Buddhismus im Allgemeinen, entwickelte seit ihren Anfängen vor rund 2500 Jahren ein komplexes und vielfältiges System der Ikonographie und Symbolik. Ihren Ursprung hat sie auf dem indischen Subkontinent in den Jahrhunderten unmittelbar nach dem Tod des historischen Buddha Shakyamuni (ca. 563 bis 483 v. Chr.).
Zur Darstellung der buddhistischen Musik, siehe buddhistische Musik.
In ihrer frühesten Phase war buddhistische Kunst anikonisch, kannte also keine Darstellungen des Buddha in menschlicher Gestalt. Eine erste Blütezeit erfuhr sie unter der Regentschaft des Königs Ashoka (ca. 268–232 v. Chr.), der maßgeblich zur Verbreitung des Buddhismus auf dem Subkontinent und darüber hinaus in Zentralasien und Sri Lanka, sowie, gemäß der Überlieferung, auch in Südostasien beitrug. Erste Bildnisse, vor allem Skulpturen, des Buddha entstanden ab etwa dem 1. Jahrhundert in den nordindischen Regionen Gandhara und Mathura. Mit der Ausbreitung des Buddhismus in den Ländern Zentral-, Ost- und Südostasiens kam es schließlich auch zu vielfältigen wechselseitigen Beeinflussungen mit vielen weiteren asiatischen Kulturen und einer komplexen und ausdifferenzierten Ikonographie.

## Anikonische Periode (5. Jahrhundert v. Chr. bis 1. Jahrhundert n. Chr.)

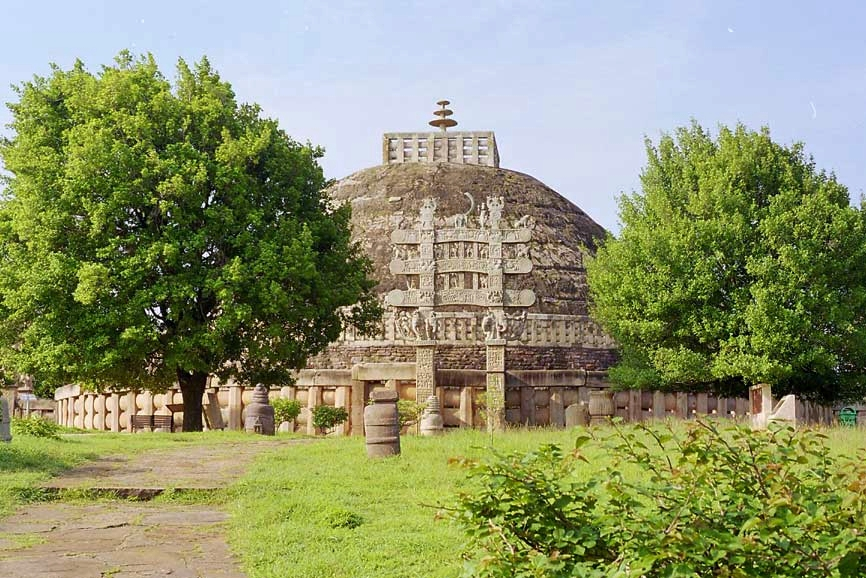
„Große Stupa“ (Sanchi, Indien, 3. Jh. v. Chr.)

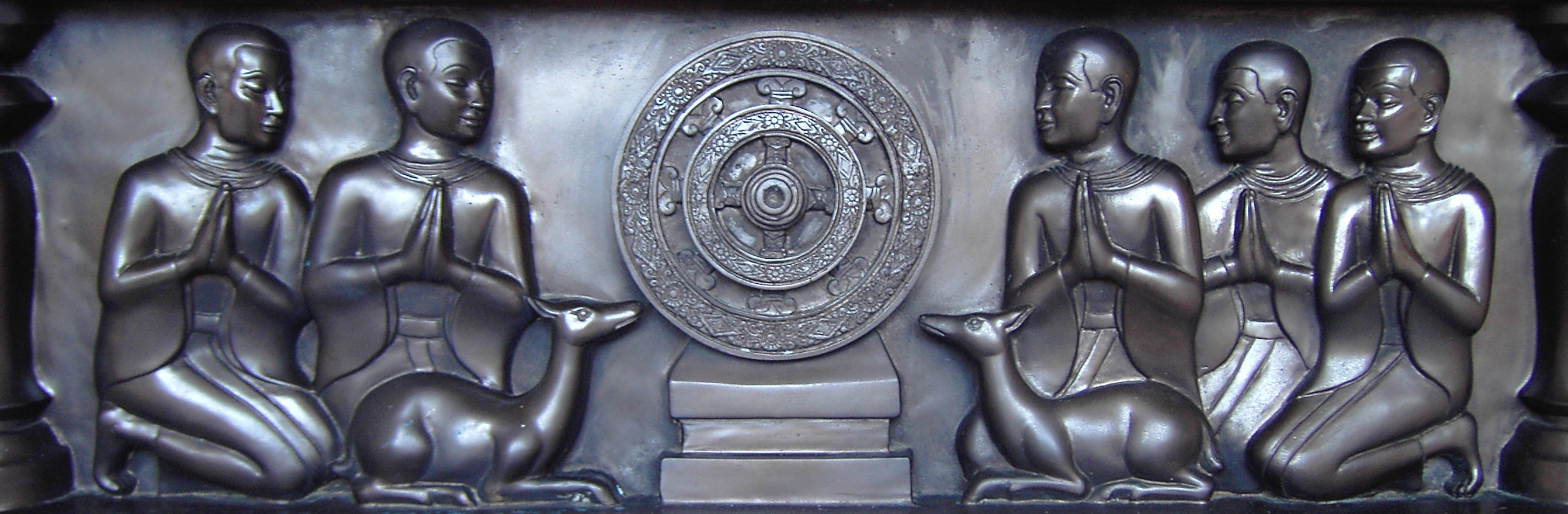
Die fünf ersten Schüler des Buddha mit dem Dharmachakra als symbolischer Darstellung des Buddha wie auch der Lehre.

Die Ursprünge buddhistischer Kunst sind heute nicht mehr eindeutig nachvollziehbar. Die ältesten bekannten der buddhistischen Glaubenswelt zugeordneten Kunstwerke stammen aus dem Bereich der Architektur. Dabei handelt es sich um Stupas, also anfangs hügelartige Bauwerke, die ursprünglich als Aufbewahrungsorte für Reliquien des Buddha erbaut wurden. An solchen Stupas finden sich, in Form von Flachreliefs, auch die frühesten künstlerischen Darstellungen. Die ältesten darunter zeigen allerdings keine eindeutig buddhistischen Inhalte, sondern Szenen, die durchaus auch aus vorbuddhistischer Zeit stammen können; wie zum Beispiel eine offenbar trauernde Frau, nackt und mit offenem Haar oder Yakshas, bereits aus der indischen Tradition bekannter gutmeinender Naturgeister. Die ältesten eindeutig dem Buddhismus zuzuordnenden Reliefs stammen aus dem 2. Jahrhundert v. Chr.
Obwohl die Kunst des indischen Subkontinents in jener Zeit bereits auf eine lange Tradition auch figürlicher Darstellungen zurückblicken konnte, wurde der Buddha anfangs nicht in menschlicher Gestalt gezeigt. Stattdessen wurden er und die Inhalte der Lehre durch verschiedene Symbole repräsentiert, von denen die meisten auch heute noch Bestandteile der buddhistischen Kunst sind:
- Die Lotosblüte, wegen ihrer Eigenschaft, weder Schmutz noch Wasser an ihrer Oberfläche anhaften zu lassen, das Symbol der Reinheit und der unbefleckten Buddhanatur. In geschlossener bzw. sich öffnender Form auch als Symbol der Geburt Siddhartha Gautamas.
- Der Bodhi-Baum (Pappelfeige, lateinisch Ficus religiosa), jener Baum, unter welchem der Buddha Bodhi („Erleuchtung“ oder „Erwachen“) erfuhr. Das Symbol des Baumes hat seinen Ursprung zum Teil auch in vorbuddhistischen Fruchtbarkeitskulten und als „Baum des Lebens“. Manchmal wird auch ein leerer Thron unter dem Baum dargestellt, der, wie der Baum selbst, an das Erwachen des Buddha erinnern soll.
- Das Rad der Lehre (Sanskrit: Dharmachakra, aus Dharma „die Lehre“ und Chakra „das Rad“), das die Vier Edlen Wahrheiten bzw. den Achtfachen Pfad symbolisiert. Es soll auch daran erinnern, dass der Buddha mit seiner ersten Lehrrede in Sarnath „das Rad der Lehre zum ersten mal anstieß“ und damit das Dharma in der Welt bekannt machte. Das Dharmachakra wurde sowohl in Reliefs dargestellt als auch auf der Spitze frei stehender Säulen, die König Ashoka in seinem ganzen Reich aufstellen ließ (siehe auch: Edikte des Ashoka).

Löwen-Kapitell, 3. Jh. v. Chr., Indien

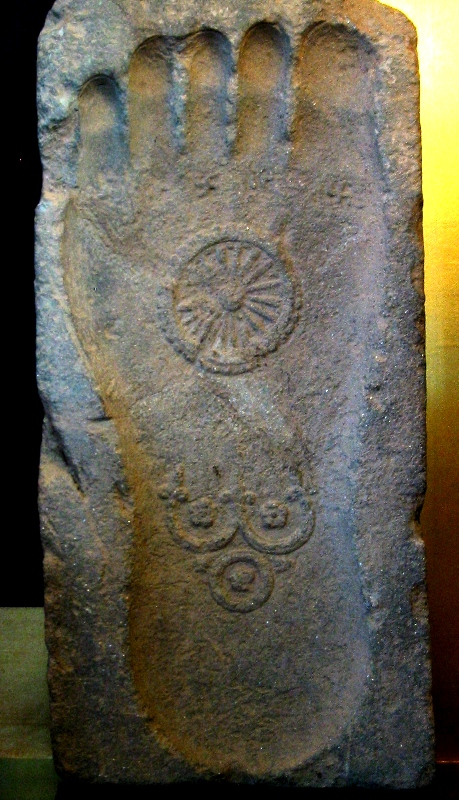
„Buddhapada“, 1. Jh., Gandhara

- Der Löwe, Symbol der Herrschaft und der königlichen Herkunft des historischen Buddha Shakyamuni („der Weise aus dem Hause Shakya“). Zur Zeit des Königs Ashokas war der Buddha auch als „Löwe von Shakya“ bekannt. Wie das Dharmachakra war auch der Löwe ein Symbol des Buddhismus, das unter der Regentschaft Ashokas auf den vielerorts errichteten Säulen darstellen ließ. Das Wappen Indiens zeigt heute das Kapitell jener Löwen-Säule, die in Sarnath stand.
- Der Fußabdruck (Sanskrit: Buddhapada), ein Sinnbild dafür, dass der Buddha das Dharma in die Welt „geprägt“ hat, oft mit einer Reihe weiterer Symbole (z. B. dem Dharmachakra) versehen.
- Die Stupa, Sinnbild des Kosmos und insbesondere des Nirwana.

Während des 2. und des beginnenden 1. Jahrhunderts v. Chr. gewannen Skulpturen, Reliefs und Malereien, die verschiedene Episoden aus dem Leben des Buddha zeigten und oft als Friese, Votivtafeln und zur Illustration des Dharma für jene die nicht lesen konnten an Stupas angebracht waren, zunehmend an Bedeutung. Zwar waren Abbildungen von Menschen dabei Bestandteile der Werke, der Buddha selbst wurde aber durch eines der oben genannten Symbole repräsentiert. Der Grund dafür mag in einer Aussage liegen, die er in einer Lehrrede machte (überliefert im Dighanikaya), der zufolge er es abgelehnt hatte nach seinem Tod, seinem Eingang ins Parinirvana und dem Vergehen seines Körpers, abgebildet zu werden. Darüber hinaus gibt es unter Religionshistorikern auch die Ansicht, dass es den Mönchen bzw. den Künstlern nicht möglich erschien den Buddha – der alles Irdische, Menschliche, Materielle wie Mentale hinter sich gelassen hatte – bildlich darzustellen.

## Ikonische Periode (1. Jh. bis heute)

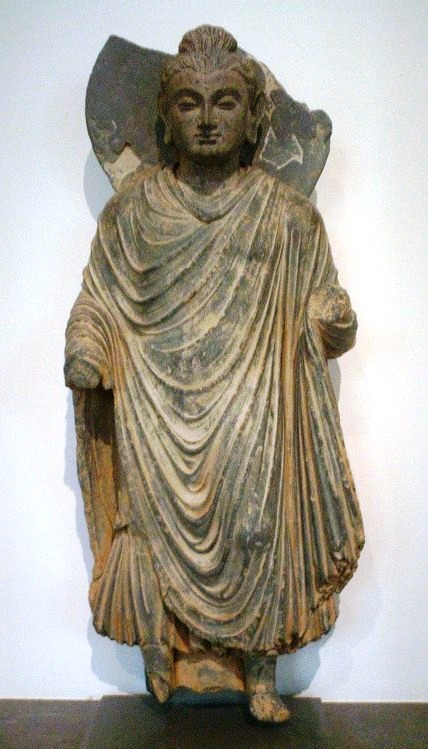
Gandhara, 1. Jh.

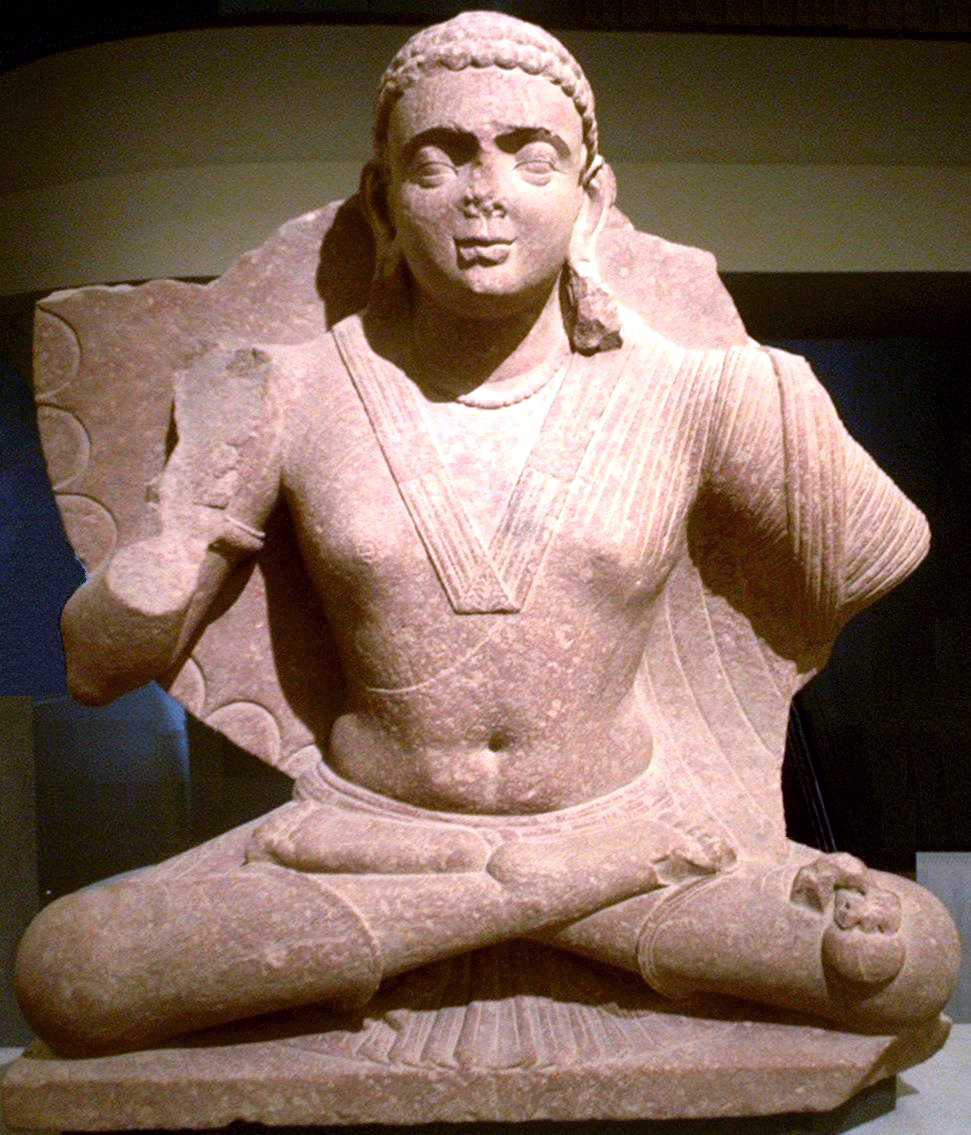
Mathura, 2. Jh.

Im südlichen Indien wurde die Tradition, den Buddha durch Symbole repräsentiert darzustellen, noch bis ins 2. Jahrhundert beibehalten (siehe Amaravati-Schule). Bereits im 1. Jahrhundert entstanden aber in zwei nördlicheren Regionen erste figürliche Darstellungen des Religionsstifters. Manche Forscher vermuten, dass es auch schon früher solche Abbildungen gegeben haben könnte, die aber aus vergänglichen Materialien wie Holz geschnitzt oder auf Stoffe oder Blätter, die auch als Schreibmaterial dienten, gemalt waren und deshalb nicht mehr nachweisbar sind. Bisher konnte jedoch kein archäologischer Beleg für diese Annahme gefunden werden.

### Gandhara und Mathura
In den Regionen Gandhara (heute: östl. Afghanistan, nordwestl. Pakistan zeitweise bis in den Punjab) und Mathura (südlich des heutigen Delhi) entstanden etwa zeitgleich und sich gegenseitig beeinflussend die ersten künstlerisch-religiösen Darstellungen des Buddha. Aus welcher der beiden Kulturen die älteren Darstellung des Buddha in menschlicher Gestalt stammen konnte bis heute nicht eindeutig geklärt werden. Die Künstler von Mathura waren stilistisch jedenfalls vor allem in der hinduistisch-indischen Tradition verwurzelt. Im Stil Gandharas sind hingegen die damals bereits seit mehreren Jahrhunderten bestehenden engen Kontakte mit dem hellenistischen Kulturkreis deutlich zu erkennen. Während seines letzten Feldzuges hatte Alexander der Große (356–323 v. Chr.) im Jahr 326 v. Chr. auch Taxila (nahe Peschawar), seit der Zeit des Achämeniden Darius I. (549–486 v. Chr.) Hauptstadt des Landes, erobert. Gandhara wurde zu einem Teil des Weltreiches Alexanders und verblieb auch nach dessen Tod im Einflussbereich hellenistischer Reiche (siehe auch Baktrien). So vermischte sich in dem Land die buddhistische Glaubenswelt mit der künstlerischen und ästhetischen Tradition des antiken Griechenland und später auch provinzialrömischer Kunst. Im 1. Jahrhundert v. Chr. wurden schließlich sowohl Gandhara wie auch Mathura von Kuschan erobert und beide verblieben für mehrere Jahrhunderte in dessen Einflussbereich. Erst im 5./frühen 6. Jahrhundert wechselte die Herrschaft wiederum mit der Eroberung durch Gruppen der iranischen Hunnen (Kidariten und Alchon). Besondere Bedeutung erlangte in dieser Periode König Kanischka, der den Buddhismus im Allgemeinen, wie auch die buddhistische Kunst im Besonderen förderte.
Die teilweise Zusammenführung und gegenseitige Beeinflussung der indisch geprägten Kunst Mathuras und der hellenistisch beeinflussten Gandharas brachte eine neue und für alle späteren buddhistischen Stile grundlegende Formensprache hervor, den Graeco-Buddhismus.
Auch wenn nicht feststeht, woher die ersten anthropomorphen Bildnisse des Buddha stammen, lassen sich vor allem in Skulpturen die Spuren der beiden ursprüngliche Traditionen erkennen: aus Gandhara stammen das gewellte Haar, das beide Schultern bedeckende Gewand, die Sandalen oder auch die Dekorationen mit aus der korinthischen Kunst bekannte Akanthus-Blättern.
Aus Mathura hingegen kamen die feineren und enger am Körper liegenden Gewänder, die nur die linke Schulter bedecken, der Lotos als Basis auf der der Buddha ruht oder die Darstellung des Rades („Dharmachakra“) in seiner Handfläche.
In Indien entwickelte sich die buddhistische Kunst aus diesen Anfängen noch über mehrere Jahrhunderte. Besondere Bedeutung erlangte die Kunstfertigkeit der Bildhauer Mathuras, insbesondere unter Verwendung von rosa Sandstein, während der Gupta-Periode (4.–6. Jahrhundert).
Hier wurde jene Form der Darstellung gefunden, die schließlich für fast alle buddhistischen Länder Asiens prägend wurde und sich im 7.–8. Jahrhundert allgemein durchgesetzt hatte: der Körper feingliedrig und in perfekten Proportionen, lange durchstochene Ohrläppchen die an seine Kindheit und Jugend als Prinz erinnern, am Scheitel ein Haarknoten als Hinweis auf sein Leben als Asket und schließlich die halb geschlossenen Augen, die den Blick des Betrachters nicht erwidern, sondern in meditativer Versenkung nach innen gekehrt sind. Darstellungen des Buddha sind seit jener Zeit durch einen idealisierenden Realismus charakterisiert.
In Indien wurde der Buddhismus, und damit auch die buddhistische Kunst, ab dem 10. Jahrhundert durch den erstarkenden Hinduismus und den aus dem Westen vordringenden Islam allmählich fast zur Gänze verdrängt.
Mit der weiteren Ausbreitung des Buddhismus entstanden – parallel zur Entwicklung der großen Hauptrichtungen Theravada sowie Mahayana und Vajrayana – auch mehrere künstlerische Traditionen, die ebensogroße Gemeinsamkeiten aufweisen, wie sie oft auch sehr spezifische Ausformungen annahmen. Traditionell werden sie zwei Hauptströmungen – dem südlichen (Theravada-) bzw. dem nördlichen (Mahayana-)Buddhismus – zugeordnet. Während Proportionen und Haltungen im nördlichen Buddhismus noch stärker idealisiert wurden und als Sinnbild der „Übermenschlichkeit“ des Erwachten dienten, ihm praktisch göttliche Züge verliehen, blieben die Darstellungen des südlichen Buddhismus eher an einer menschlichen Form orientiert.

### Nördlicher Buddhismus
Der nördliche Buddhismus fand in Form des Mahayana, ausgehend von Gandhara, zuerst über die Seidenstraße seinen Weg nach Zentralasien und China, dann weiter östlich nach Korea und Japan sowie über China auch nach Vietnam. Eine eigene Form, mit einer sehr vielfältigen und speziellen Ikonographie, entstand mit dem Vajrayana in Tibet. Der nördliche Buddhismus ist, wie der Mahayana im Allgemeinen, von einem teils sehr komplexen Pantheon verschiedener Buddhas und Bodhisattvas gekennzeichnet.

#### Zentralasien

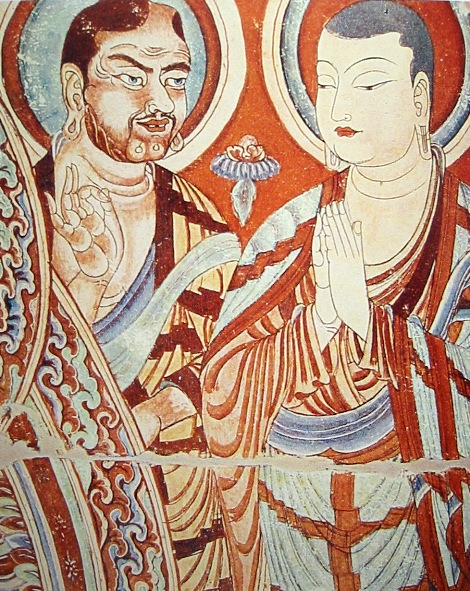
Ein Händler und ein Mönch, Bäzäklik, Xinjiang, ca. 9. Jh.

Das buddhistische Gandhara bestand bis zum 7. Jahrhundert, bis zur Islamisierung weiter Teile Zentralasiens. Neben der stilbildenden Kunst der Bildhauer gehörten auch die Buddha-Statuen von Bamiyan zum Vermächtnis dieser frühen buddhistischen Kultur.
Zentralasien war durch seine Lage immer wieder eine Region der Begegnung zwischen den frühen Hochkulturen Chinas im Osten, Indiens im Süden und des Perserreiches, später auch der Reiche Alexanders des Großen, der Seleukiden und schließlich der Römer im Westen gewesen. Schon im 2. Jahrhundert v. Chr. kamen die Han-Chinesen durch ihre Expansion nach Westen in Kontakt mit hellenistischen Kulturen. Es bildeten sich Handelsbeziehungen und schließlich verschiedene Handelswege, die heute unter dem Sammelbegriff Seidenstraße bekannt sind. Entlang dieser Routen fand auch der Buddhismus weitere Verbreitung und es entstanden Stupas, Klöster und schließlich eine Reihe kleinerer buddhistischer Reiche in den Oasen entlang der Seidenstraße. Eine besonders große Fülle an buddhistischen Bauten und Kunstwerken jener Periode sind in den östlichen Teilen Zentralasiens, dem Nordwesten des heutigen China, zu finden (Turkestan, Tarimbecken, Xinjiang), darunter Wandbilder und Reliefs in einer Reihe von Höhlenklöstern, Bilder auf Leinwänden, Skulpturen und Ritualobjekte, von denen die älteren klar den Einfluss der Kunst Gandharas zeigen. Auch schriftliche Aufzeichnungen in der Schrift Gandharas (Kharoshthi-Schrift) wurden in den Oasen gefunden. Mit der Zunahme der Handelstätigkeiten wuchs sehr rasch der Einfluss Chinas und auch die Kultur und Kunst der Menschen entlang der Routen wandelte sich.

#### China

Leshan, China, 8. Jh.

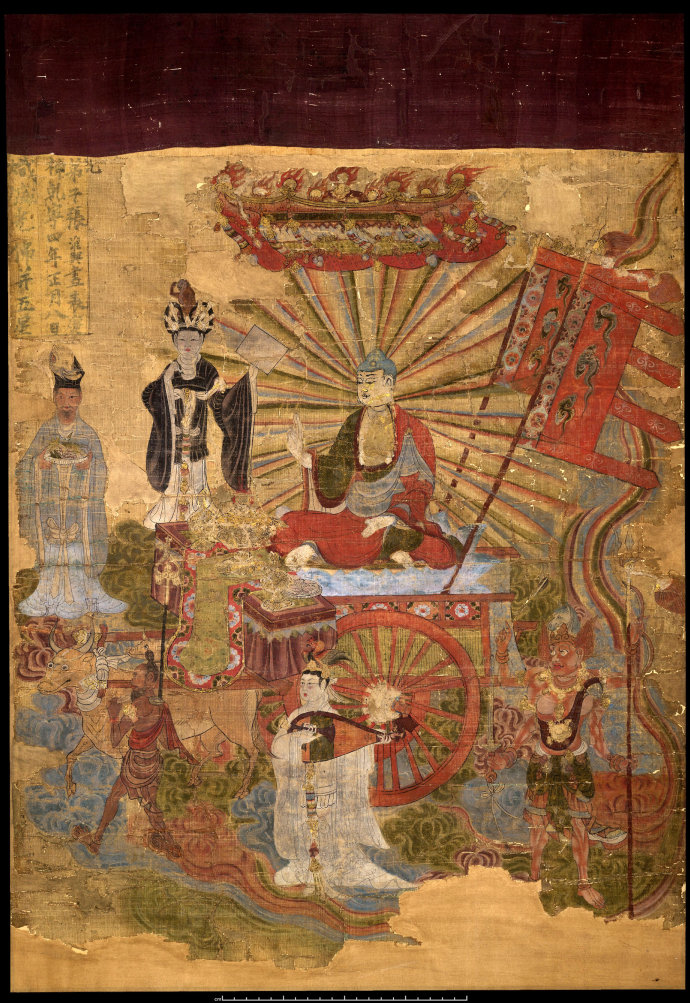
Buddha Tejaprabhā und die fünf Planeten, 897

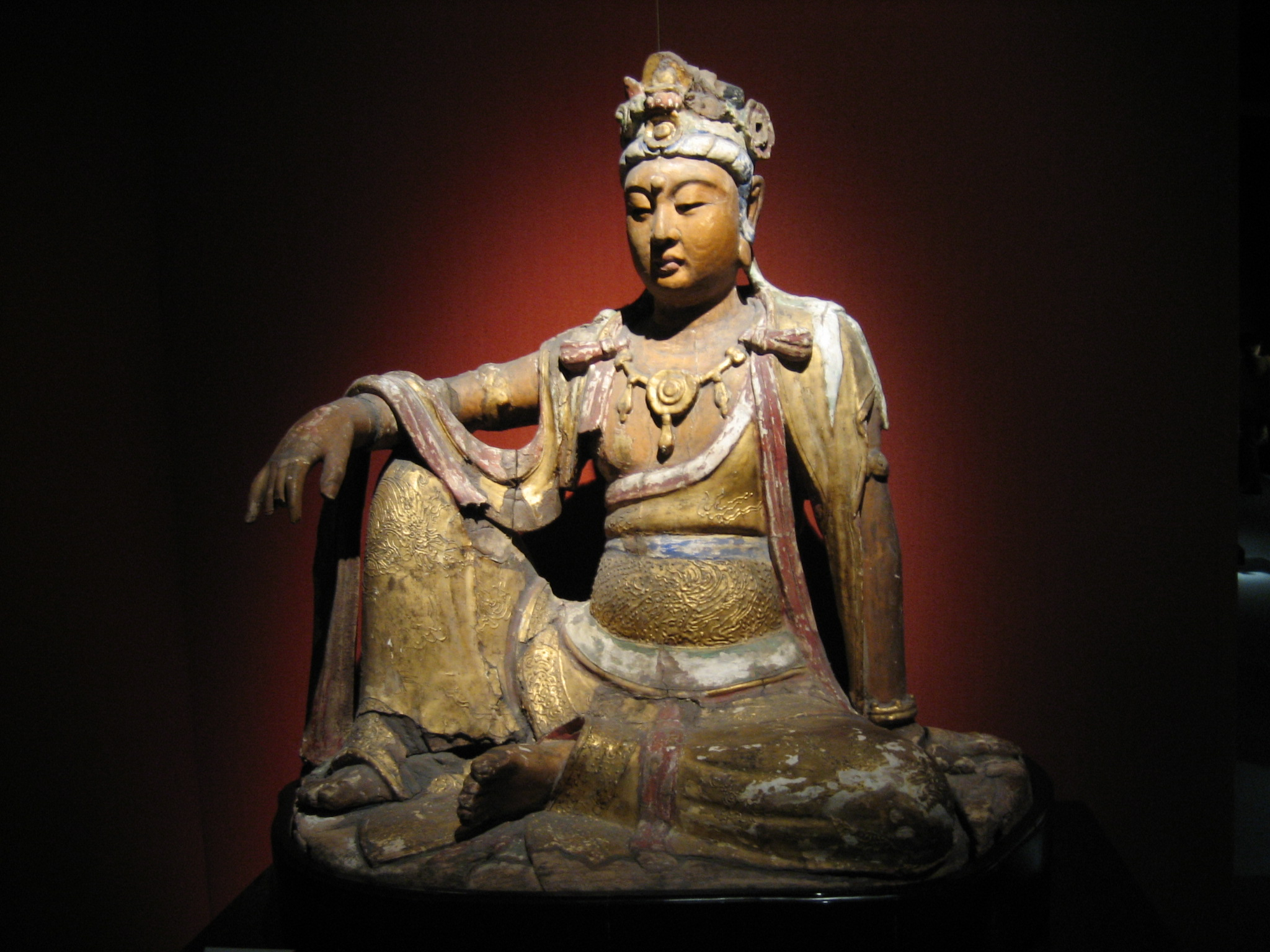
Song, China, 13. Jh.

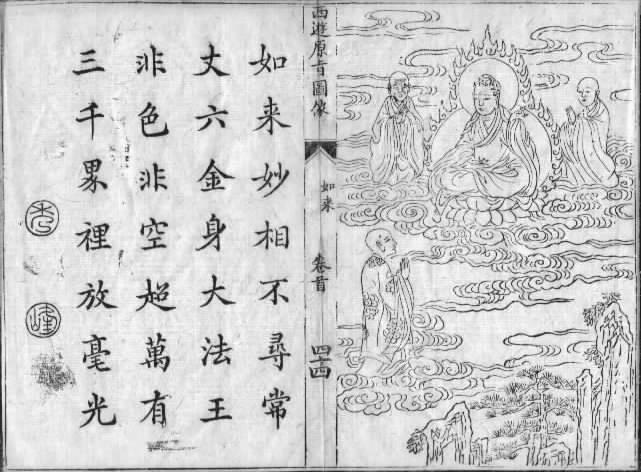
Ming, China, 16. Jh.

Legenden berichten, dass die ersten buddhistischen Mönche zur Zeit König Ashokas im 3. Jahrhundert v. Chr. nach China gekommen waren. Gesichert ist eine Verbreitung ab dem 1. Jahrhundert. Ab dem 4. Jahrhundert bildete sich eine eigenständige und vielfältige buddhistische Kunst heraus, insbesondere im Bereich der Bildhauerei und Wandmalerei, später auch in Form von Rollbildern. Dargestellt wurden sowohl der historische Buddha Shakymuni, wie auch Amitabha, der Adibuddha Vairocana und verschiedene Bodhisattvas (Avalokiteshvara u. a.).
|  |
|  |

##### Nördliche Dynastien
Die mongolisch-türkisch-tibetisch dominierten Reiche der nördlichen Dynastien (Nördliche Wei, Östliche Wei, Westliche Wei, Nördliche Qi, Nördliche Zhou) waren geographisch weit von den indischen Ursprüngen des Buddhismus entfernt. Im 5. und 6. Jahrhundert entwickelte sich dort ein Stil, der teils abstrakte, schematische Darstellungsformen aufwies. Zu Beginn (Wei-Dynastien) zeigten die Darstellungen Merkmale, die den in dieser Region traditionellen Götterbildern entsprachen: breite Stirn, scharfer Nasenrücken und kleiner lächelnder Mund. Die den Kopf umgebende Aureole läuft nach oben spitz zu und erinnert an die Form eines Blattes. Oft wurden, nach indischem Vorbild (siehe auch Ajanta), Schreine und Gedenkstätten in Höhlen angelegt. Bildnisse waren dabei meist in Form von Flachreliefs aus dem Fels gearbeitet, selten auch als Hochreliefs. Zu den bekanntesten Zeugnissen dieses Stils gehören die Skulpturen in den Longmen-Grotten (ab dem 5. Jahrhundert, Nördliche Wei, Tang; nahe Luoyang, Provinz Henan). Bis zum 6. Jahrhundert wurde auch eine Vielzahl von Skulpturen aus Ton angefertigt, danach vermehrt kleine, aus Bronze gegossene Abbilder, die auch ins benachbarte Korea gelangten.

##### Tang-Dynastie
Die den nördlichen Dynastien folgenden Sui- und Tang-Dynastien wandten sich wieder verstärkt den indischen Quellen zu. Zahlreiche chinesische buddhistische Mönche reisten zwischen dem 4. und dem 11. Jahrhundert nach Indien. Darunter im 7. Jahrhundert Xuanzang, dem wir neben anderem einen Bericht über die Buddha-Statuen von Bamiyan verdanken. Dieser kulturelle Austausch mit dem Indien der Gupta-Dynastie, die nach dem Ende des Reiches der Kuschan ab dem 4. Jahrhundert die Herrschaft über weite Teile des Subkontinents erlangt hatte, führte dazu, dass auch die chinesischen Skulpturen dieser Epoche sich den Vorgaben der indisch-buddhistischen Kunst annäherten: waren Buddha- und Bodhisattva-Darstellungen zuvor eher schlank und in der Tradition Gandharas vom Hals bis oft über die Füße von langen, in Wellen fallenden Gewändern bedeckt, wurden sie nun „dicker“ und zeigten den Körper oft teilweise unbedeckt (rechte Schulter, Oberkörper). Am Hals werden „drei Schönheitsfalten“ gezeigt, Lotosblüten werden verstärkt als dekoratives Element eingesetzt und die Aureolen werden nun allmählich kreisrund. Zwar war die dargestellte Haltung nach wie vor eher unnatürlich starr, zugleich wurde das Gesicht zunehmend menschlicher und natürlicher geformt. Ab dem 7. Jahrhundert hatte sich ein neuer eigener Stil herausgebildet: das Gesicht deutlich gerundet, das Haar kompliziert arrangiert und mit verschiedenen Schmuckstücken versehen. Neben der Bildhauerei waren anfangs Malereien an den Wänden von Klöstern und Höhlen vorherrschend. Bis zum Ende der Tang-Dynastie entwickelte sich aber auch eine sehr kunstfertige Form der Malerei auf Rollbildern. Die Künstler zogen dabei den eher kargen Darstellungen des Buddha Shakyamuni die meist reicher ausgeschmückten Motive von Bodhisattvas oder in die buddhistische Lehre übernommener Götter vor. Die Tang-Dynastie war lange Zeit sehr offen für Einflüsse und die Kulturen anderer Länder gewesen. Im 9. Jahrhundert, gegen Ende der Macht der Tang, kehrte sich diese kulturelle Offenheit schließlich ins Gegenteil und im Jahr 845 erließ der Herrscher Tang Wuzong ein Verbot aller fremden Religionen. Betroffen waren davon das nestorianische Christentum, der Zoroastrismus und auch der Buddhismus. Buddhistische Klöster wurden aufgelöst, deren Eigentum konfisziert und die verbleibenden Buddhisten gezwungen das Dharma fortan im Untergrund zu praktizieren. Der Großteil der buddhistischen Kunstwerke aus der Ära der Tang-Dynastie wurde in nur wenigen Jahren zerstört. Damit kam auch die Entwicklung der buddhistischen Kunst Chinas weitgehend zum Erliegen.

##### Chan
Als eine der verbliebenen Traditionen hatte der Chan-Buddhismus, der buddhistische und taoistische Elemente verband, weiter Bestand. Insbesondere während der südlichen Song-Dynastie (1126–1279) erlebte der Chan-Buddhismus eine Blütezeit, in der Klöster Zentren der Kultur und Bildung waren. Ab dem 12. Jahrhundert entwickelte sich diese Schule in Japan zum Zen-Buddhismus.

#### Korea

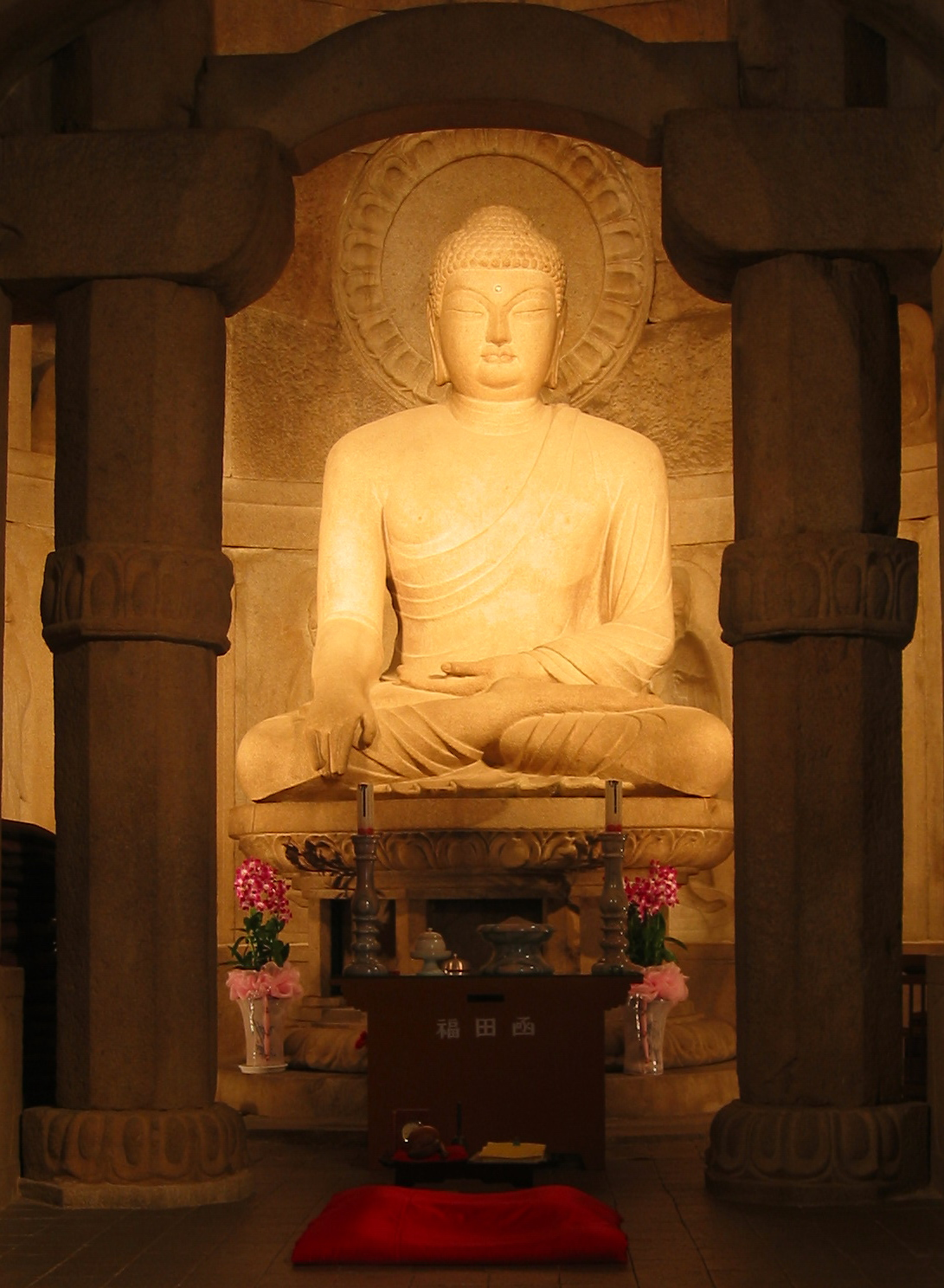
Korea, 8.–9. Jh.

Im 6. Jahrhundert wurde der Buddhismus über China und durch Kontakte mit den Steppenvölkern Zentral- und Nordasiens in Korea bekannt. Die frühe buddhistische Kunst Koreas war gleichermaßen geprägt von chinesischen Einflüssen, wie auch den ursprünglichen koreanischen Traditionen: geometrisch-abstrahierte Formen, die zugleich auch mit luxuriösem Schmuck traditionellen Stils geschmückt wurden. Im Gegensatz zu den oft üppig verzierten Bildern verschiedener Gottheiten der chinesischen Künstler, bevorzugte man in Korea jedoch bald klarere, weniger ausgeschmückte, Darstellungen transzendenter Buddhas wie beispielsweise Vairocana. Eine Tradition, die später auch starken Einfluss auf die Entwicklung des Buddhismus in Japan hatte.

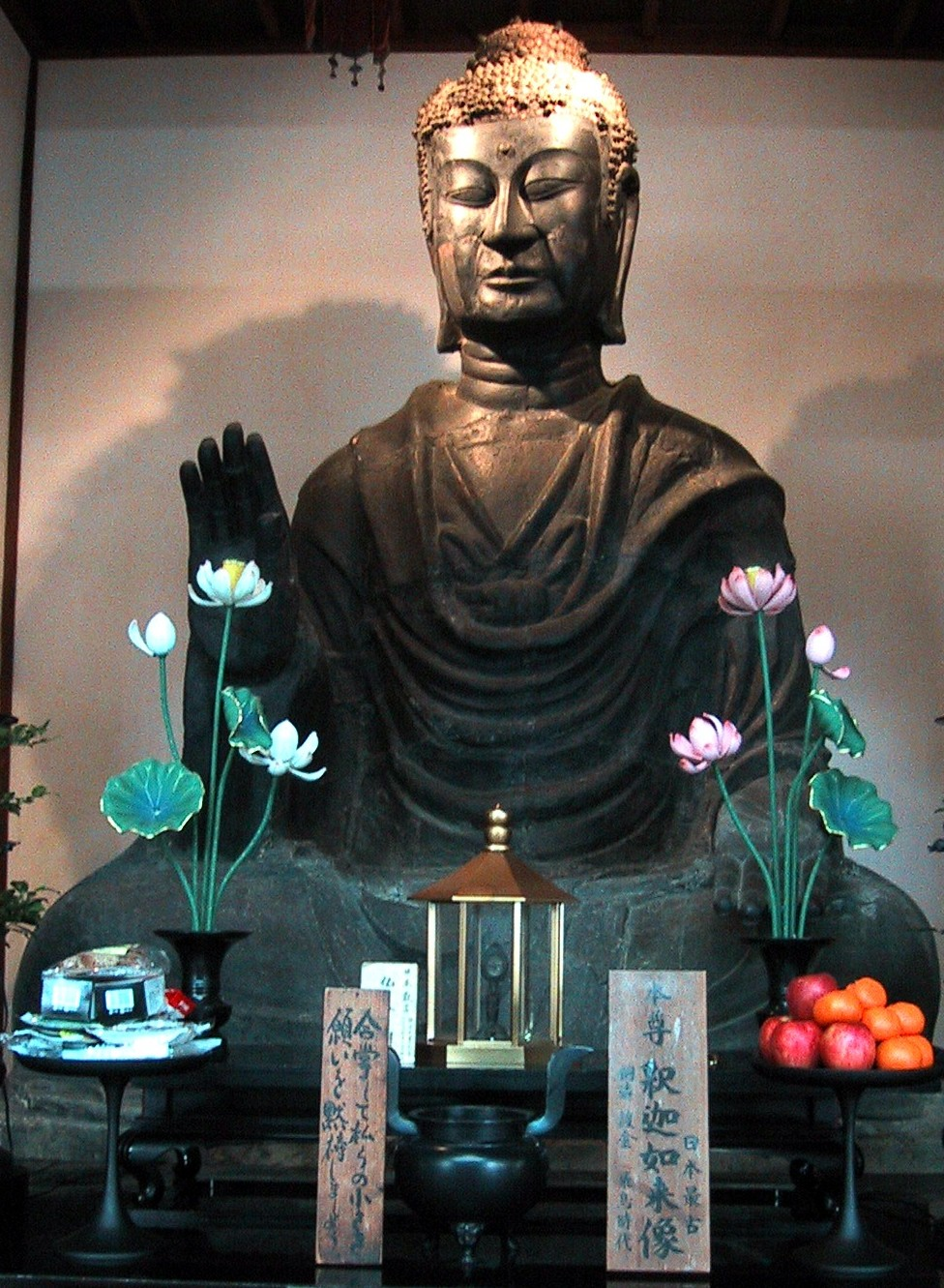
Asuka, Japan, 7. Jh.

#### Japan
Ebenfalls im 6. Jahrhundert erreichte der Buddhismus durch Mönche aus Korea und China schließlich Japan und war dort bereits im 7. Jahrhundert weit verbreitet. Durch die Lage der japanischen Inseln, an den östlichsten Ausläufern der Seidenstraße, konnten dort in der Folge auch Traditionen der buddhistischen Lehre und Kunst überdauern, die weiter westlich, in Indien, Zentralasien und China, verdrängt und unterdrückt wurden. Übernahm die Kunst anfangs vor allem die Stile Koreas, wurde sie zum Teil durch die Kunst der japanischen Asuka-Zeit (593–710) beeinflusst.

##### Nara-Zeit

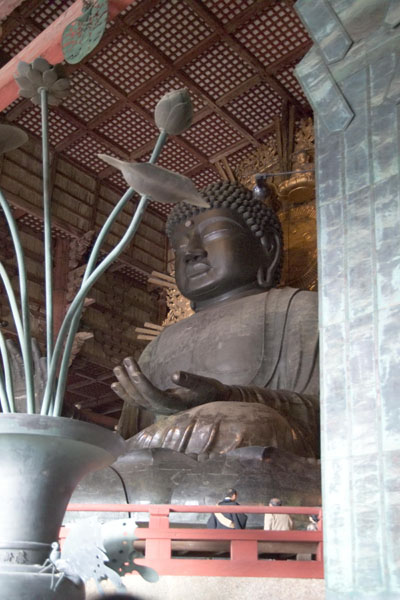
Nara, Japan, 8. Jh.

Während der Nara-Zeit (710–794) reisten japanische Künstler und Mönche vermehrt in das China der Tang-Dynastie und brachten bei ihrer Rückkehr wiederum Skulpturen, Bilder und Schriften nach Japan. Zu dieser Zeit war die chinesische Kunst stark von der indischen des Gupta-Reiches beeinflusst und somit gelangten deren Merkmale auch nach Japan: Wandbilder zeigten Ähnlichkeiten mit den Malereien der indischen Ajanta-Höhlen, der Realismus, schon während der Asuka-Periode unter koreanischem Einfluss zu erkennen, wurde weiter verstärkt, der Faltenwurf der Gewänder wurde einfacher und klarer und das Lächeln in den Gesichtern der Bildnisse wich einem ruhigeren, eher gleichmütigen Ausdruck. Ab der Mitte des 8. Jahrhunderts entfernte sich die japanische buddhistische Kunst allmählich von den Stilen der westlichen Nachbarn. Buddha-Bildnisse wurden zunehmend imposanter in Haltung und Statur. Skulpturen wurden in großer Zahl und vermehrt aus Ton und Holz (mit japanischen Lackiertechniken) statt aus Bronze hergestellt. Unter den wenigen noch errichteten großen Bronze-Statuen ist der Daibutsu (japanisch „großer Buddha“) im Tōdai-ji aus dem Jahr 749 eine der bedeutendsten. Daneben wurden auch zahlreiche Tempel (japanisch „Ji“) und Klöster gebaut, darunter die fünfstöckige Pagode des Hōryū-ji in Nara, mit seiner goldenen Halle, oder der Kōfuku-ji. Malereien und (teils kolorierte) Tuschezeichnungen dienten vor allem der Illustration von Sutras und folgten nach wie vor meist chinesischen und zentralasiatischen Vorbildern.

##### Heian-Zeit
Die Heian-Zeit (794–1185) war gekennzeichnet von einer Hinwendung zu den esoterischen Schulen des Buddhismus mit ihren zahlreichen transzendenten Buddhas (Vairocana, Amitabha, Maitreya u. a.) und Bodhisattvas. Damit einher ging die Entwicklung eines deutlich von früheren Einflüssen (Tang, Gupta) losgelösten japanischen Stils. Die Heian-Zeit gilt als die Blütezeit der japanischen buddhistischen Kunst. Als bevorzugtes Material der Bildhauer setzte sich Holz durch, das üblicherweise vergoldet oder lackiert wurde, nur Dufthölzer bleiben unbehandelt. In der Malerei entstanden kunstvolle Mandalas, die bis heute als Vorbilder dienen und vielfach kopiert werden. Ab dem 12. Jahrhundert konzentrierte die bildende Kunst sich vornehmlich auf die Darstellung von Motiven aus den Amida-Schulen (japanisch für „Amitabha“).

##### Kamakura-Zeit

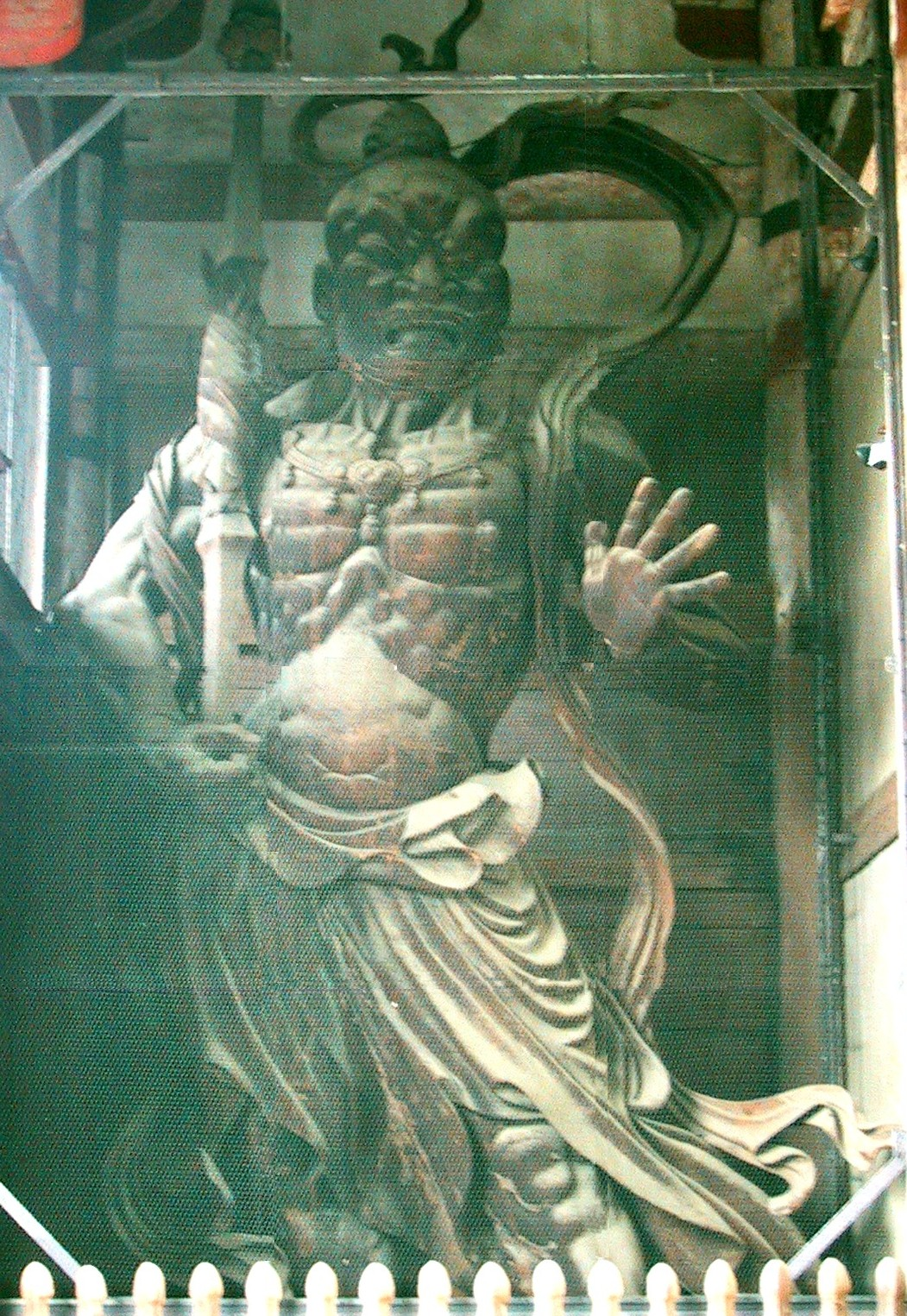
Nio-Wächterskulptur, Tōdai-ji, Unkei, 1203

Einen letzten Höhepunkt erlebte die buddhistische Kunst Japans während der Kamakura-Zeit (1185–1333). Vor allem im Bereich der Bildhauerei wurden sehr realistische und naturgetreue Darstellungen aus Holz angefertigt, oft bemalt und mit Augen aus Glas. Neben Buddhas und Bodhisattvas wurden auch bedeutende Mönche in dieser Weise verewigt. Unkei und Kaikei erschienen und machten die Skulptur einer neuen Form. In Zeichnungen und Malereien wurde der Hang zum Realismus mitunter sogar noch überspitzt und es entstanden Bilder, die heute wie Karikaturen erscheinen.

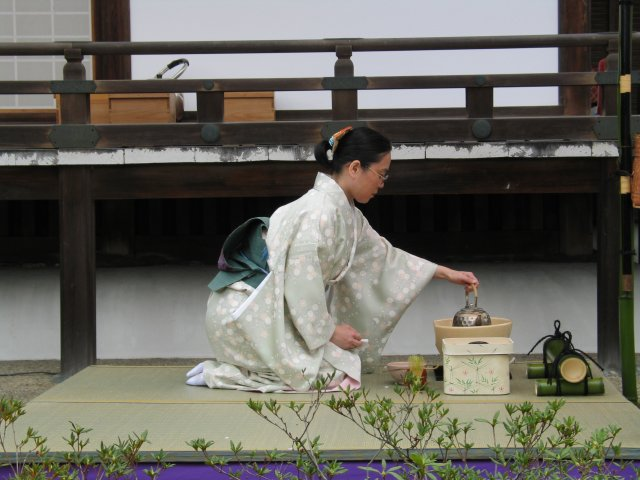
Tee-Zeremonie

##### Zen
Ab dem 12. und 13. Jahrhundert entwickelte sich neben den weit verbreiteten Amida-Schulen eine weitere sehr spezielle Form: der Zen-Buddhismus. Der Zen-Meister Myōan Eisai hatte den Chan-Buddhismus in China studiert und in Japan die Rinzai-Schule des Zen begründet. Sein Schüler Eihei Dōgen Kigen entwickelte darauf aufbauend die Sōtō-Schule. Die Zen-Kunst entwickelte eine Reihe sehr spezieller Ausdrucksformen, wie beispielsweise: Schreibkunst (Shodō), Zen-Gartenkunst, Tuschezeichnungen (Sumi-e) oder Dichtkunst (Haiku). Ihnen gemeinsam ist das Bestreben die „Essenz“ der Erscheinungsformen der Welt in gleichsam impressionistischer und schmuckloser Weise, nicht-dualistisch, zu repräsentieren. Der Akt des Schaffens eines Kunstwerkes ist dabei vielmehr religiöse Praxis als bloß die Kreation eines Kunstobjektes – ist selbst ein Ausdruck des Strebens nach Erleuchtung (japanisch Satori, siehe auch Bodhi) im Moment. Auf dieser Basis bildeten sich auch weitere Formen der Praxis, wie die Kunst des Blumensteckens (Ikebana), die Teezeremonie (Sadō) oder das Bogenschießen (Kyūdō). Letztlich kann in dieser Sichtweise jede Tätigkeit als eine Kunst mit sowohl ästhetischer wie auch spiritueller Bedeutung betrachtet werden.
Japan ist heute eines der, nach Bevölkerungszahl, größten buddhistischen Länder. Insgesamt werden rund 80.000 teils sehr alte buddhistische Tempel gezählt, von denen viele aus Holz gebaut sind und regelmäßig erneuert werden.

#### Tibet und die Himalaya-Region

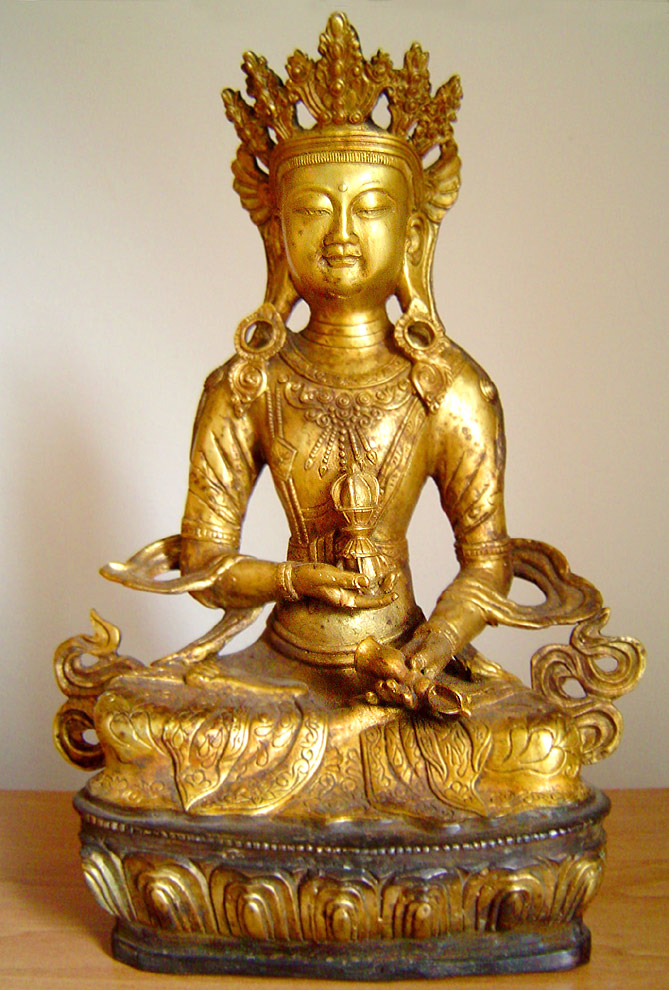
Vergoldete Statue, Tibet

Im 5.–6. Jahrhundert war in Nordindien der Vajrayana („Diamant-Fahrzeug“) – aus westlicher Sicht eine Form von „magischem“ oder „esoterischem“ Buddhismus – aus einer Verbindung brahmanisch-hinduistischer Traditionen (Gebrauch von Mantras, Yoga, Brandopfer), namentlich des Tantrayana, und buddhistischer Lehren hervorgegangen. Im 8.–9. Jahrhundert wurde der tantrische Buddhismus durch Padmasambhava (auch Guru Rinpoche), der aus dem Gebiet des früheren Gandhara stammte, in Tibet eingeführt. Die Kunst des tibetischen Vajrayana stand anfangs in der Tradition des Graeco-Buddhismus und wies auch Einflüsse aus Bengalen und China auf.
Zu den bedeutendsten Entwicklungen innerhalb der tibetischen buddhistischen Kunst zählt die Erstellung von Mandalas. Dabei handelt es sich um sehr präzise und genau definierte Darstellungen „himmlischer/göttlicher Paläste“ die im Zentrum, üblicherweise einem von einem Kreis umgebenen Quadrat, meist einen Buddha oder einen Bodhisattva zeigen. Außen können, je nach Motiv, eine Vielzahl unterschiedlicher Figuren (weitere Buddhas, Bodhisattvas, Götter und Dämonen, bedeutende Mönche) oder andere Symbole (Ritualgegenstände, Gebäude, abstrakt-geometrische Formen) eingebunden sein. Der Stil der Bildnisse folgte in erster Linie der indischen Gupta-Periode und hinduistischer Kunst. Mandalas dienten – und dienen bis heute – als Meditationsobjekte, die den Praktizierenden dabei unterstützen sollen, sich auf das jeweilige Motiv und den damit zum Ausdruck gebrachten Lehrinhalt zu konzentrieren.
Neben gemalten Mandalas auf Thangkas oder auf Mauern entwickelte sich als besondere Form das Sand-Mandala. Ein solches Bild wird von mehreren Mönchen im Rahmen eines übergeordneten Rituals in meist tagelanger Arbeit aus verschiedenfarbigem Sand kreiert und nach der Vollendung sofort wieder zerstört; der Sand wird zusammengekehrt und beispielsweise in einen Fluss gestreut.
Auch der Architektur dienten Mandalas als Vorlage für Grundriss und Anordnung der Gebäude in Tempelkomplexen. Die Zugangsportale, Wohngebäude, Gebetshallen und Heiligtümer wurden wie in einem Mandala angeordnet, sodass die zweidimensionalen symbolischen Vorlagen tatsächlich dreidimensional abgebildet wurden.
Skulpturen wurden in Tibet vor allem aus Holz und Metall, nur selten aus Stein, angefertigt. Nach dem 16. Jahrhundert wuchs der Einfluss chinesischer Stile.

#### Vietnam

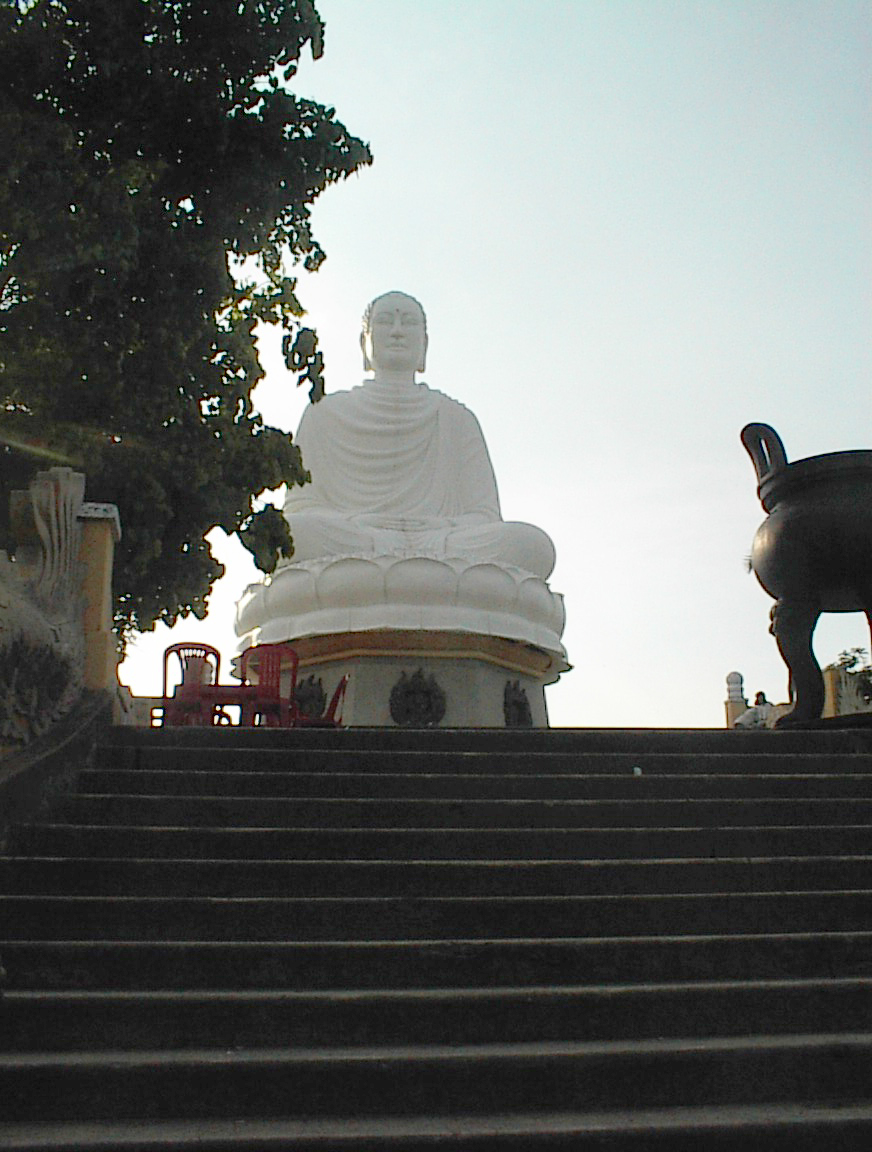
Nha Trang, Vietnam, 20. Jh.

Zwar liegt Vietnam geographisch im Bereich der Länder des südlichen Buddhismus, jedoch wird es, da der Buddhismus dort vor allem über China bekannt gemacht wurde, traditionell zum nördlichen Buddhismus gezählt. Vom 1. bis zum 9. Jahrhundert hatte der Norden des Landes (Tonking) sich im direkten Einflussbereich Chinas befunden und sowohl Konfuzianismus wie auch Mahayana-Buddhismus von dort übernommen – und damit auch die Kunst, die mit diesen Lehren zusammenhing.
Im Süden des heutigen Vietnam – damals teilweise zu Funan, teils zu Champa gehörend – gelangten indische Einflüsse über den Seeweg auch direkt in die Region. So wurde der Mahayana-Buddhismus zwar schon früh bekannt, vorherrschend war hier allerdings der Hinduismus.
Der südliche, „indisierte“ Stil, der große Ähnlichkeiten mit der Kunst der Khmer der Angkor-Periode aufwies – wobei beide auf Einflüsse der Kunst Javas zurückgingen – hatte bis ins 15. Jahrhundert Bestand, bis Champa von Vietnam erobert wurde (1471) und sich in den 1720er Jahren schließlich vollständig auflöste. Aus der Zeit der Cham sind noch eine Reihe von Tempelanlagen und Statuen aus Sandstein erhalten. Daneben wurde auch Holz schon früh für religiöse Kunstwerke verwendet. Das älteste bekannte Zeugnis dafür ist eine Buddha-Statue aus Hartholz aus dem 6. Jahrhundert (heute im Historischen Museum von Ho-Chi-Minh-Stadt).
Während der Mac-Dynastie (15. bis 17. Jahrhundert) erlebt die buddhistische Kunst ihre Blütezeit. Aus dieser Periode stammt eine Statue des Bodhisattva Avalokiteshvara (1656) die bis heute als eines der bedeutendsten buddhistischen Kunstwerke Vietnams gilt.

### Südlicher Buddhismus

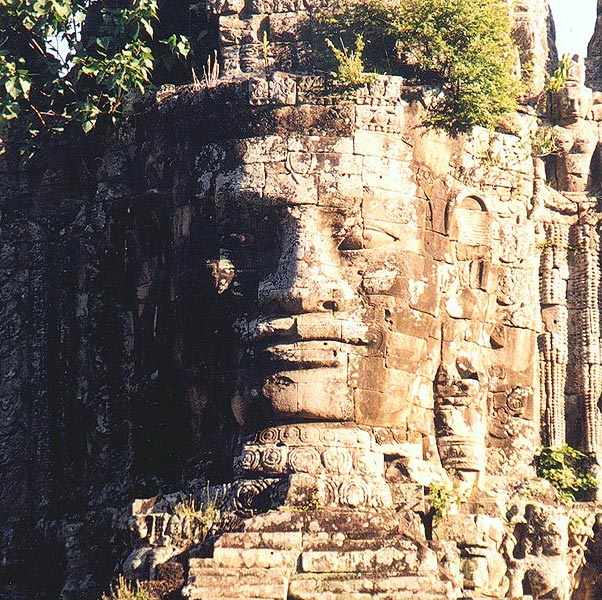
Angkor, 12. Jh.

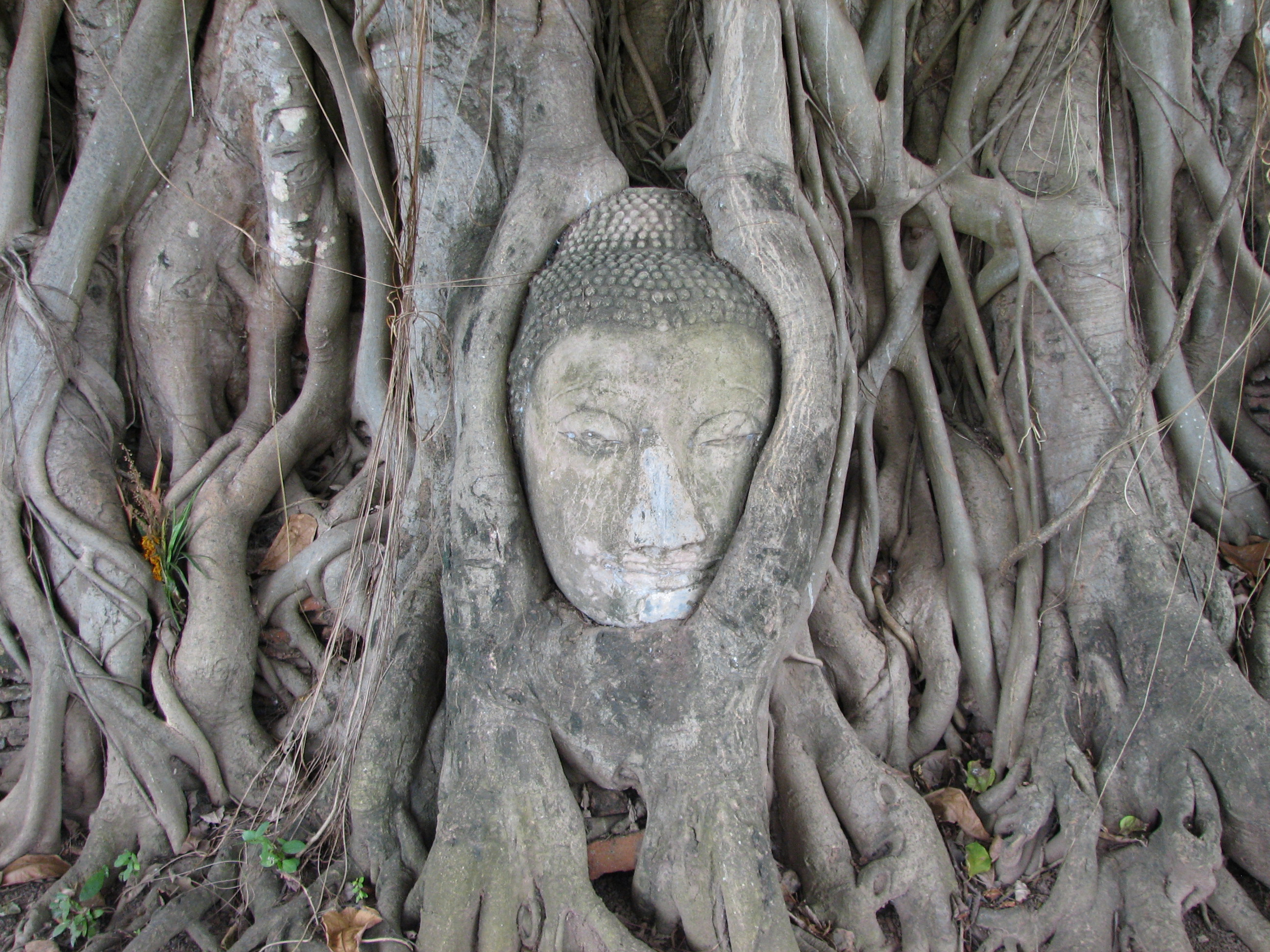
Ayutthaya, ca. 14./15. Jh.

Der südliche Buddhismus breitete sich in einer ersten Welle schon im 1. Jahrtausend in Sri Lanka und über den Seeweg entlang der Handelsrouten von Indien nach China in Südostasien aus. Sowohl der dort vorerst dominierende Mahayana, wie auch der Theravada und auch Hinduismus fanden Anhänger in Bagan (Myanmar, auch Pagan), dem heutigen Thailand, dem frühen Kambodscha (Funan, später Angkor), Vietnam (Champa) und Indonesien. Während der Islam den Buddhismus in Indonesien und der südlichen malaiischen Halbinsel verdrängte, wurde der Theravada ab der Mitte des 2. Jahrtausends von Sri Lanka kommend im kontinentalen Südostasien die vorherrschende Schule. Mit den Glaubenssystemen Indiens fanden auch Sprache und Schrift (Pali, Sanskrit, Devanagari u. a.) sowie künstlerische Ausdrucksformen des Subkontinents Verbreitung in Südostasien. Der direkte Kontakt mit Händlern und Gelehrten aus den Ländern Indiens hatte über mehr als 1000 Jahre großen Einfluss auf die Entwicklung der Kulturen, die aber regional auch sehr spezifische und klar unterscheidbare Traditionen und Stile bildeten.
In der Zeit vom 1. bis zum 8. Jahrhundert entwickelten sich in Südostasien die ersten größeren staatlichen Gebilde. Im Süden des heutigen Vietnam und Südosten Kambodschas entstand Funan, weiter westlich, im Gebiet des heutigen Myanmar und dem Hinterland, die Reiche der Mon. Diese frühen Reiche waren insbesondere vom indischen Gupta-Stil beeinflusst. Neben buddhistischen Abbildungen (Skulpturen, Votivtafeln) und Inschriften in Sanskrit wurden auch eine Vielzahl von Darstellungen hinduistischer Gottheiten in der gesamten Region gefunden.
Um das 9. Jahrhundert hatte sich auf den Inseln des heutigen westlichen Indonesien die Reiche von Srivijaya und der Sailendra-Dynastie gebildet, die eine reichhaltige buddhistische Kunst und Architektur hervorbrachte (siehe auch Borobudur). Im Norden, am Festland, wurde das Khmer-Reich von Angkor zur regionalen Großmacht und stand wiederholt in Konkurrenz zum östlich gelegenen Reich der Cham. Angkor und Champa waren anfangs vor allem hinduistisch geprägt, zeichneten sich aber auch durch ein hohes Maß an Synkretismus aus, der hinduistische mit buddhistischen und bereits zuvor bestehenden regionalen Traditionen verband. Beide Länder entwickelten ähnliche künstlerische Ausdrucksformen, was insbesondere in der Architektur zu sehen ist. Gegen Ende dieser Periode waren alle diese Länder bereits weitgehend zum Mahayana übergegangen und ab dem 13. Jahrhundert setzte sich schließlich der Theravada durch. Auch die neu entstandenen Reiche der Thai (Sukhothai, später Ayutthaya) im Westen Angkors übernahmen den aus Sri Lanka kommenden Theravada.
Während der Islam ab dem 14. Jahrhundert in den südlichen Regionen (Malaysia) und auf den Inseln (Indonesien, Philippinen) Buddhismus und Hinduismus weitgehend verdrängte, blieb der Theravada-Buddhismus im kontinentalen Südostasien die bestimmende Religion und breitete sich weiter aus (Kambodscha, Thailand, Laos, Myanmar).

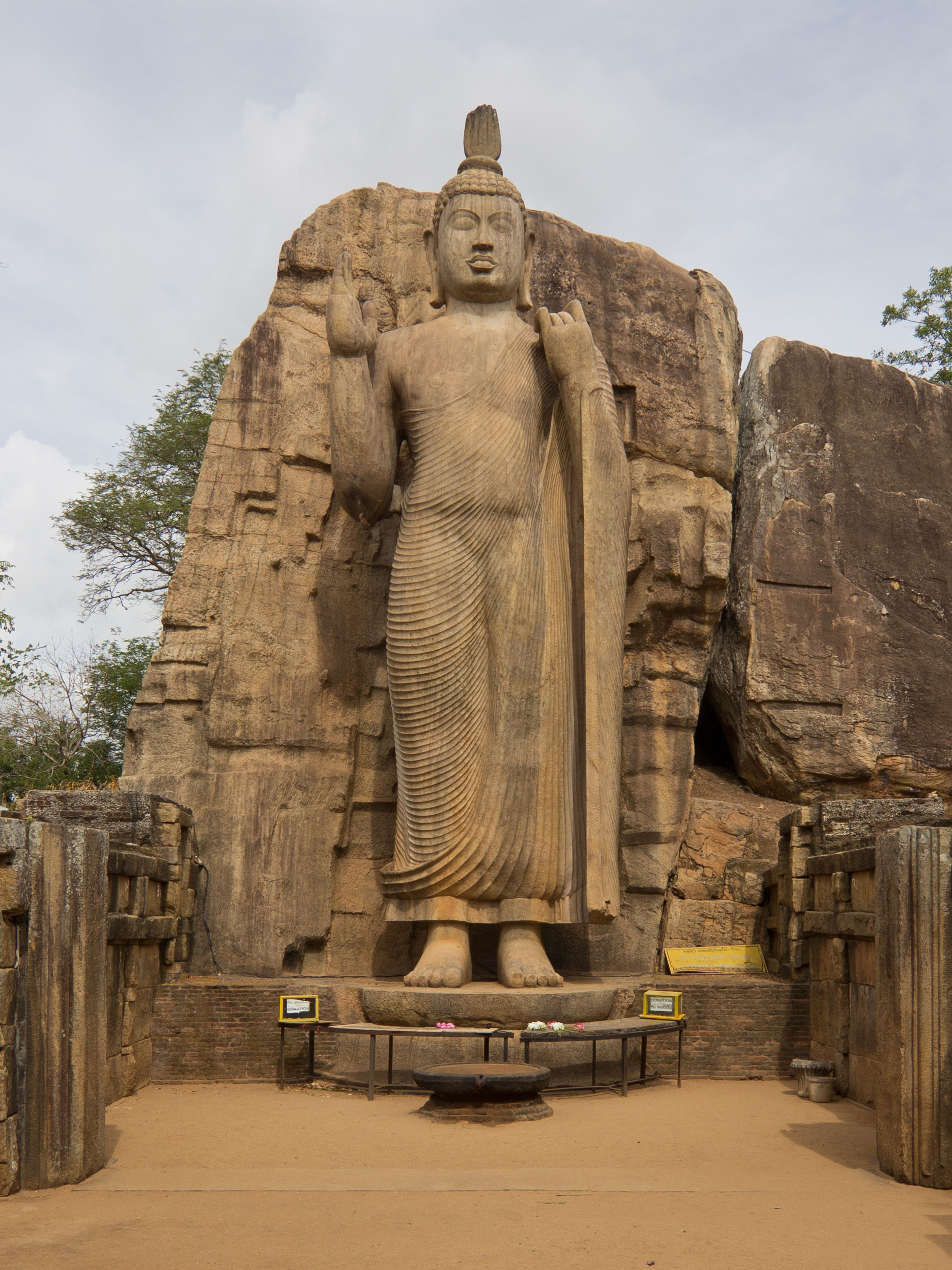
Avukana (Anuradhapura), 5. Jh.

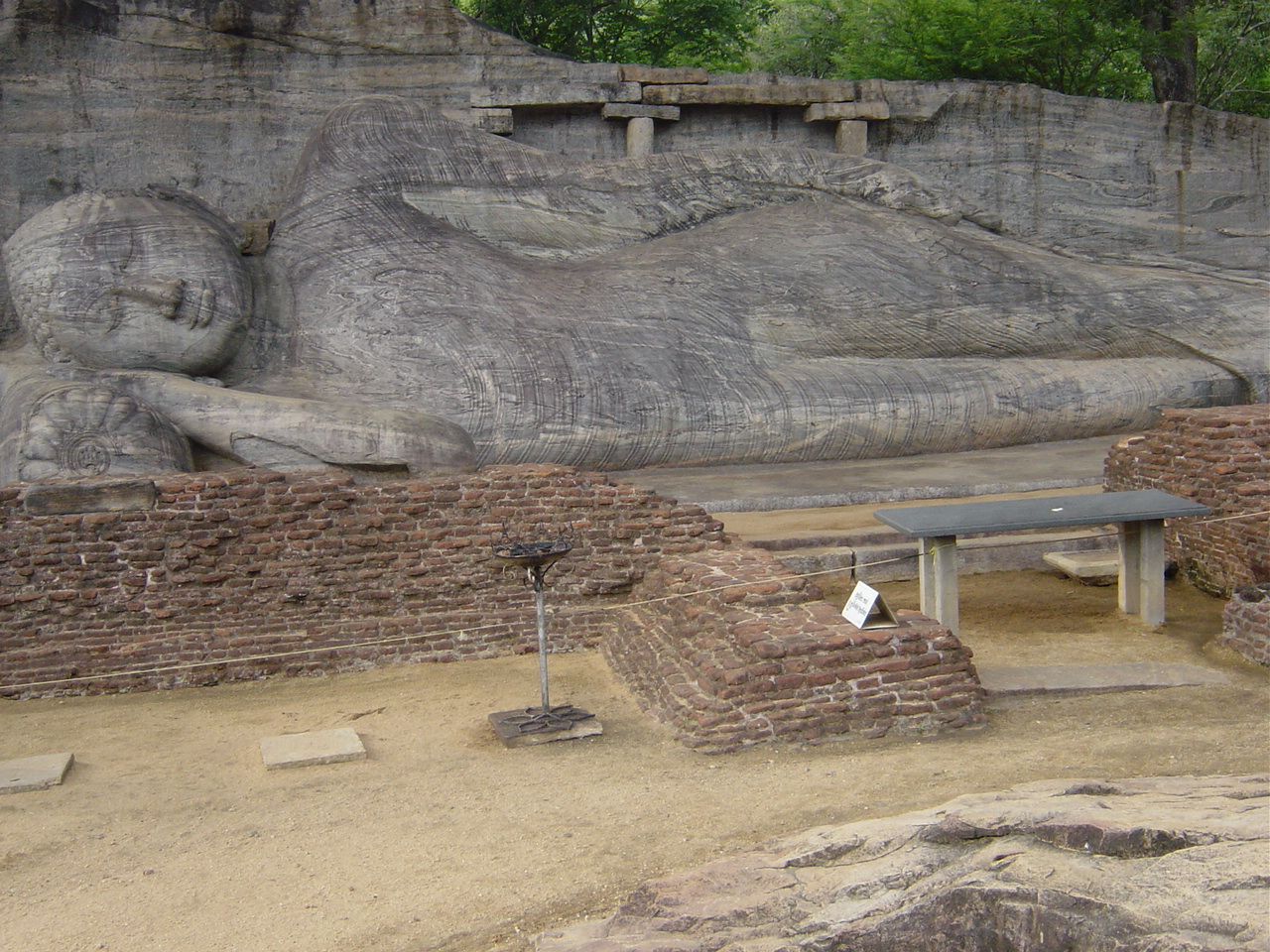
Gal Vihara (Polonnaruwa), 12. Jh.

#### Sri Lanka

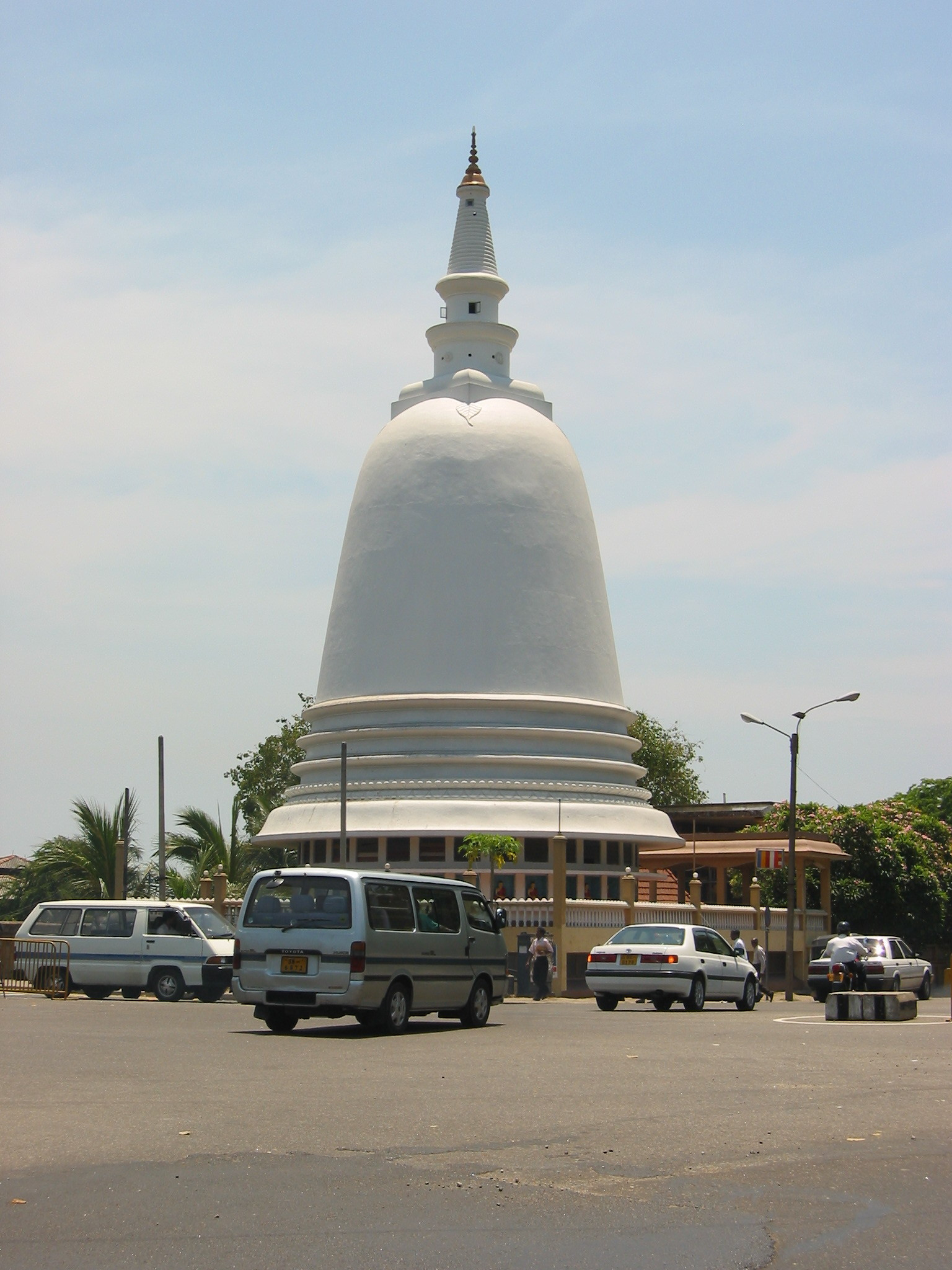
Dagoba in Colombo, Sri Lanka

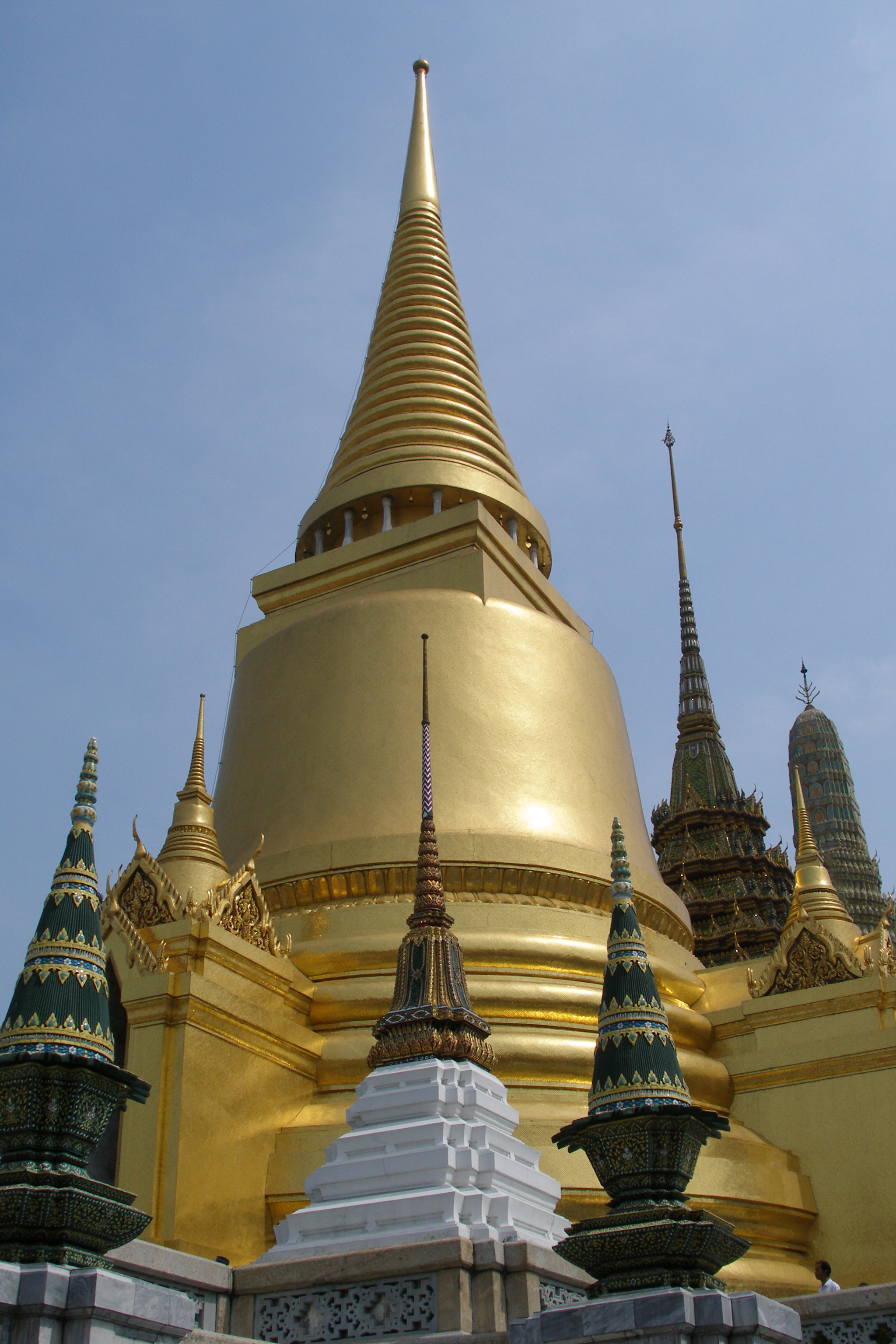
Goldener Chedi, Bangkok, Thailand

Zu jener Zeit, als der Buddhismus in Indien an Bedeutung verlor, am Ende der Gupta-Periode im 7. Jahrhundert, hatte der Theravada-Buddhismus bereits seit mehreren hundert Jahren auf Sri Lanka Fuß gefasst und die Kultur entscheidend geprägt. Einzelne Funde, wie eine Bronze-Statue der Tara aus dem 8./9. Jahrhundert bezeugen daneben auch vorübergehende Einflüsse des Mahayana-Buddhismus.
Eine besondere Bedeutung hatten hier Reliquien, wie ein Zahn des Buddha, der im Zahntempel von Kandy aufbewahrt wird, oder ein Bodhi-Baum, der Mahabodhi, im Tempel der alten Hauptstadt Anuradhapura, der aus einem Zweig jenes Baumes gewachsen sein soll, unter welchem der Buddha Erleuchtung erlangt hatte. In der buddhistischen Architektur Sri Lankas kam zu den üblichen Tempelgebäuden ein neues hinzu: der Bodhighara, ein Schrein zu Ehren des Bodhi-Baumes. Anstatt bildlicher Repräsentationen des Baumes wie sie aus Indien bekannt waren, stand hier ein lebender Baum im Mittelpunkt des Schreines.
Eine der bedeutendsten Entwicklungen der religiösen Kunst Sri Lankas war die Weiterentwicklung der Stupa. Von ihrer ursprünglich halbkugelförmigen Wölbung ausgehend wurde sie hier in die Höhe gestreckt, erhielt eine glockenähnliche Form und wurde zur „Dagoba“ (Stupa). Dabei verzichteten die Künstler auf die aus Indien bekannten Reliefs und Zubauten (Zugangstore u. ä.) und gaben den Bauwerken glatte, schmucklose und auf die Gesamtform konzentrierte Oberflächen. Zusammen mit dem Theravada-Buddhismus fand diese Architektur von Sri Lanka ausgehend später Verbreitung in ganz Südostasien und wurde zum Vorläufer des thailändischen Chedi und des laotischen That.
Sehr reichhaltige und fein ausgearbeitete Reliefs finden sich auf einer anderen Besonderheit der singhalesischen Kunst: den „Mondsteinen“. Diese halbkreisförmigen flachen Steine lagen an den Zugangsschwellen religiöser Bauwerke und zeigten in konzentrisch angelegten Bögen florale Motive (Lotos, Weinreben, Blumen, Blätter) und Tiere (Kühe, Elefanten, Löwen, Gänse). Ihre Bedeutung liegt darin, den Besucher beim Überschreiten von der irdischen, materiellen Welt mit ihren Tieren, Pflanzen und anderen Erscheinungen in die innere Welt hinüberzuführen.
Bildnisse des Buddha waren stilistisch an den Statuen der indischen Amaravati- und Gupta-Traditionen orientiert und zeigten ihn bevorzugt in meditierender Haltung (im „Lotossitz“, die Hände im Schoß ruhend) oder oft auch auf der Seite liegend, seinen Tod oder genauer den Eintritt in das Parinirvana symbolisierend.

#### Myanmar (Burma)

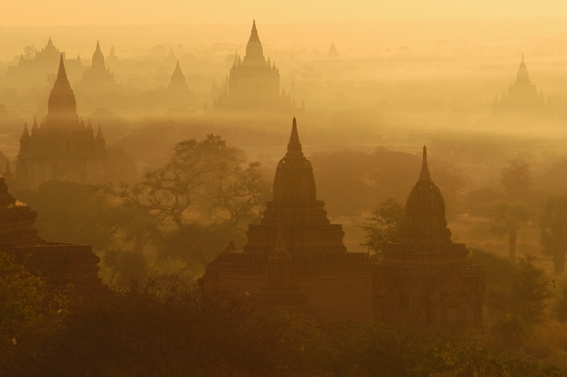
Bagan, Myanmar

Als direkter Nachbar Indiens waren die Gebiete des heutigen Myanmar schon früh indischen Einflüssen ausgesetzt. Die Mon, die in den südlichen Regionen an der Andamanensee und im gebirgigen Hinterland bis hinein ins heutige Thailand siedelten, sollen gemäß der Überlieferung bereits im 3. Jahrhundert v. Chr. von Gesandten des Königs Ashoka mit dem Buddhismus bekannt gemacht worden sein. Frühe buddhistische Tempel wie Peikthano datieren auf eine Zeit zwischen dem 1. und 5. Jahrhundert. Die buddhistische Kunst der Mon war vor allem von den indischen Stilen der Gupta-Periode und den darauf folgenden Epochen geprägt. Mit der Ausbreitung der Mon in weiten Teilen des kontinentalen Südostasien fand auch diese Kunst Eingang in die Traditionen der dort lebenden Völker. Vom 11. bis zum 13. Jahrhundert wurden im Reich von Bagan tausende Stupas und buddhistische Tempelgebäude errichtet, von denen heute noch etwa 2000 zu sehen sind. Museen in Rangun und Mandalay beherbergen eine große Anzahl oft vergoldeter und reich mit Juwelen verzierter Statuen aus jener Epoche und selbst aus der Zeit, als Bagan bereits von den Mongolen eingenommen worden war (1287).
|  |
|  |
|  |
|  |

#### Indonesien
Die auf den indonesischen Inseln (vor allem Java und Bali) entstandenen Kulturen waren bereits seit dem 1. Jahrhundert stark von der indisch-buddhistischen Kultur geprägt. Diese Inselreiche hatten wiederum starken Einfluss auf die bildenden Künste des kontinentalen Südostasien (v. a. Architektur, Bildhauerei).
Während am Festland mit Funan und später Angkor (siehe weiter unten Kambodscha) weitgehend hinduistisch geprägte Staaten entstanden, bildete sich mit dem Zentrum auf Java das buddhistische Königreich Sri Vijaya (ca. 8.–13. Jahrhundert). Dieses Seereich, dessen Einflussbereich bis weit auf die malaiische Halbinsel reichte, übernahm unter der Herrschaft der Sailendra-Dynastie vor allem Traditionen des Mahayana und Vajrayana. Zu den bedeutendsten Zeugnissen der buddhistischen Kunst jener Zeit gehört der Tempelberg Borobudur, das größte buddhistische Bauwerk der Welt, und eine kunstvolle Statue der weiblichen Bodhisattva Prajnaparamita.

#### Kambodscha
Im Gebiet des heutigen Südvietnam und Kambodschas war mit Funan im 1. Jahrhundert eines der frühesten staatlichen Gebilde des kontinentalen Südostasien entstanden. In seiner Blütezeit (3.–6. Jahrhundert) reichte Funan im Westen bis an die Grenzen des heutigen Myanmar und im Süden bis Malaysia. Funan war vor allem ein Handelsreich und lag an den vielbefahrenen Schiffsrouten zwischen Indien und China. Insbesondere Indien hatte großen kulturellen Einfluss: Schrift, Religionen und Kunst wurden übernommen und in der teilweisen Verschmelzung mit eigenen Traditionen entstanden neue Stile und Ausdrucksformen. Im Unterschied zu den Ländern des nördlichen Buddhismus gelangten die Glaubensvorstellungen und Künste aus Indien auf dem Seeweg direkt nach Südostasien. Zwar war der Hinduismus lange Zeit die vorherrschende religiöse Praxis, aber auch der Mahayana fand daneben bereits früh Anhänger.
Im 9. Jahrhundert entstand, als spätes Folgereich Funans, das Khmer-Reich von Angkor. Dort waren Shiva und Vishnu (dem beispielsweise der Angkor Wat geweiht war) die meistverehrten Götter. Ab dem 12. Jahrhundert erlebte der Buddhismus unter König Jayavarman VII. eine neue Blütezeit. Es entstanden Bauwerke wie der Bayon mit seiner Vielzahl an Türmen, die jeweils mit meterhohen Abbildungen des Gesichtes des Bodhisattva Avalokiteshvara (hier als Lokeshvara bekannt) versehen waren oder die Kloster-Universität Ta Prohm, die Prajnaparamita geweiht war. Die Kunst der Khmer fand durch die Ausbreitung des Reiches von Angkor Verbreitung in weiten Teilen Südostasiens und wurde stilbildend für die Künste Thailands, Laos und der Cham (Vietnam).
Kennzeichnend für die Darstellungen der buddhistischen Kunst Angkors sind der dem Weltlichen entrückte Ausdruck der Gesichter Buddhas und der Bodhisattvas und die Klarheit der fließenden Linien, die ohne opulente Verzierungen auskommen, wie sie beispielsweise in China oft verwendet wurden.
Am Übergang vom 13. zum 14. Jahrhundert kam mit König Srindravarman der erste Khmer-Herrscher an die Macht, der Anhänger des Theravada-Buddhismus war. Zugleich erlebte das Reich von Angkor, auch durch die erstarkenden Reiche der Thai im Westen, allmählich den Niedergang seiner vorherrschenden Rolle. Diese Veränderungen fanden auch in der Kunst ihren Niederschlag. Es wurden keine großen Tempelanlagen mehr gebaut und Darstellungen des zuvor sehr beliebten Lokeshvara waren nun obsolet geworden. Buddha-Statuen wurden auch weiterhin hergestellt, allerdings kaum mehr aus Stein, sondern vor allem aus Gold und Bronze. Im Stil ähnelten sie den Kunstwerken der ebenfalls den Theravada praktizierenden Nachbarreichen Thailand und Laos: schlanke, elegante Figuren mit klaren fließenden Linien. Dieser Stil ist bis heute prägend für die sakrale Kunst Kambodschas.

#### Thailand und Laos

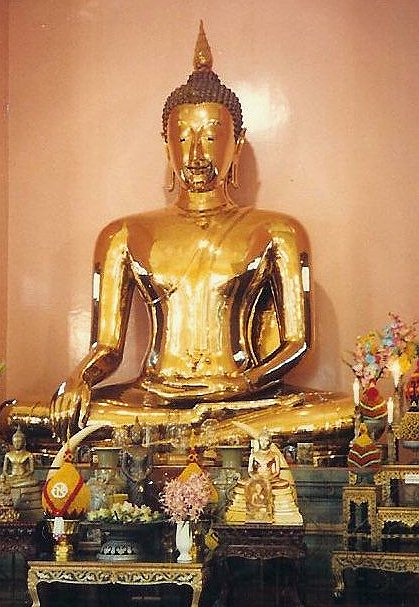
Sukhothai, 14. Jh.

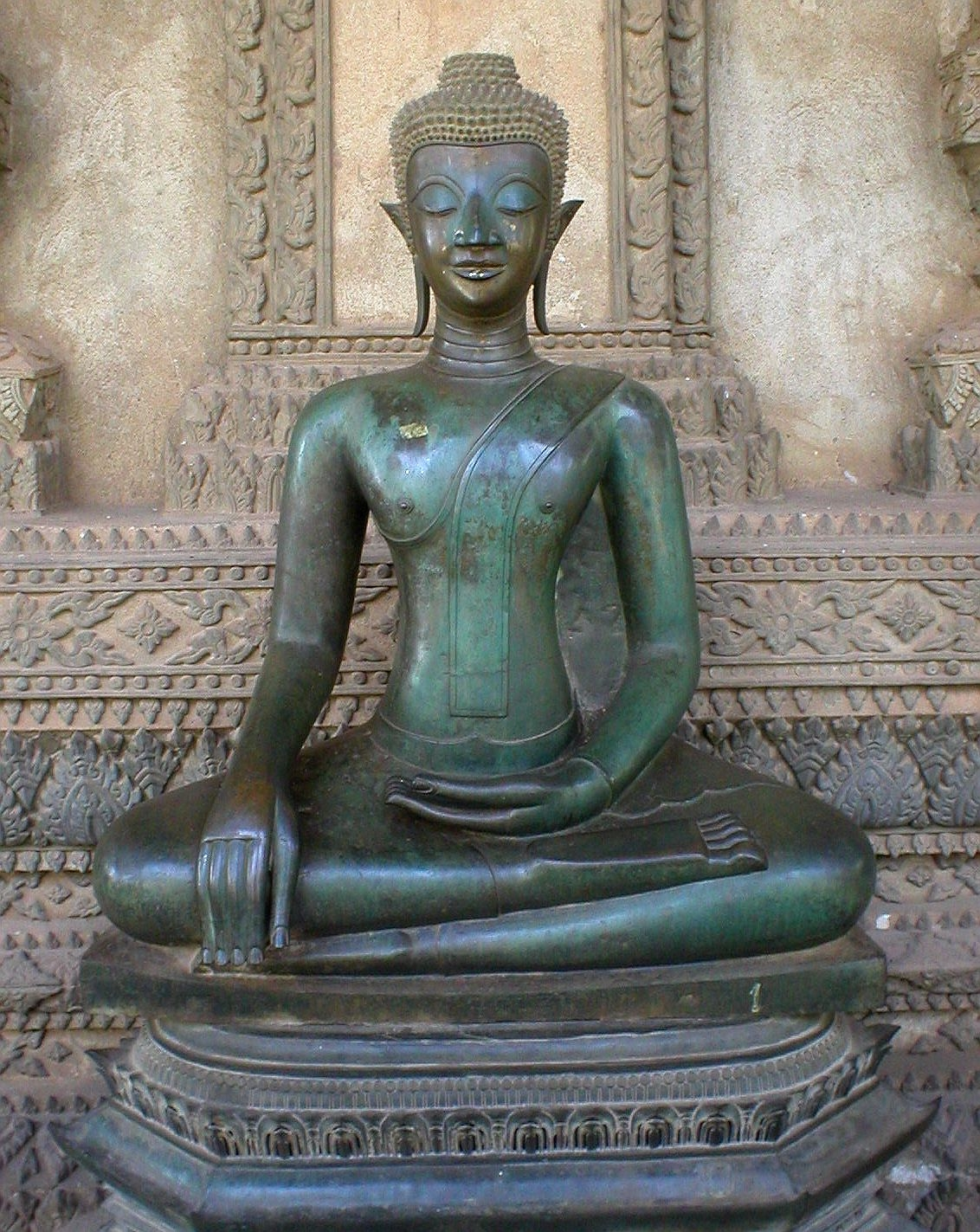
Laos, 18. Jh.

Siehe auch: Buddhismus in Thailand, Buddha-Statue (Thailand)
In den frühen Reichen auf dem Gebiet des heutigen Thailand, vor allem Gründungen der Mon, fand ein direkter Austausch mit der Kultur Indiens über Handelskontakte statt. Die Kunst war, wie auch im benachbarten Burma (Myanmar) jener Zeit, vom indischen Stil der Gupta-Periode geprägt. Es entstanden eine Reihe kunstvoller Statuen und Bauwerke wie der Chedi von Nakhon Pathom (mit 127 m gilt er als höchstes buddhistisches Bauwerk der Welt).
Ab dem 9. Jahrhundert waren die künstlerischen Traditionen der Thai stark von den Stilen der benachbarten Reiche von Angkor im Osten und Sri Vijaya im Süden beeinflusst. Zu dieser Zeit war der Mahayana-Buddhismus vorherrschend, was sich auch in vielfältigen Darstellungen verschiedener Bodhisattvas offenbart.
Mit Beginn des 13. Jahrhunderts setzte, wie auch im übrigen Südostasien, eine Hinwendung zum Theravada-Buddhismus ein, der von Sri Lanka kommend Verbreitung fand. Zur selben Zeit entstand auch das frühe Thai-Reich von Sukhothai. In der Kunst ging damit ein Wechsel von den, der Kunst der Khmer ähnelnden Stilen, hin zu klareren, weniger ausgeschmückten und mitunter beinahe abstrakt-geometrischen Darstellungen einher. Buddha-Figuren wiesen elegante, weich fließende Formen auf, mit durchsichtig erscheinenden Gewändern und einem ovalen, mit einer Flamme (Sanskrit: ketumala) gekrönten, Kopf. Während der darauf folgenden Periode des Reiches von Ayutthaya (14.–18. Jahrhundert) wurde dieser Stil weiter verfeinert, die Statuen oft vergoldet und mit Einlagen aus Edelsteinen versehen. Dieser Periode erwies sich als stilbildend auch bis in die heutige Zeit. Eine Besonderheit der thailändischen buddhistischen Kunst sind Statuen des schreitenden Buddha.
Die buddhistische Kunst von Laos war in ihrer Entstehung und Entwicklung eng mit den benachbarten Reichen der Thai verbunden. Bevorzugtes Material in Architektur und Bildhauerei war Holz, das meist bemalt und lackiert wurde. Bis zum Ende des 15. Jahrhunderts waren die Abbildungen jenen von Sukhothai sehr ähnlich. Ab dem 16. Jahrhundert bildete sich ein eigenständiger Stil heraus: die Buddha-Statuen wurden immer schlanker und mit sehr langen Armen und Beinen versehen.

## Buddhistische Kunst im 20. und 21. Jahrhundert

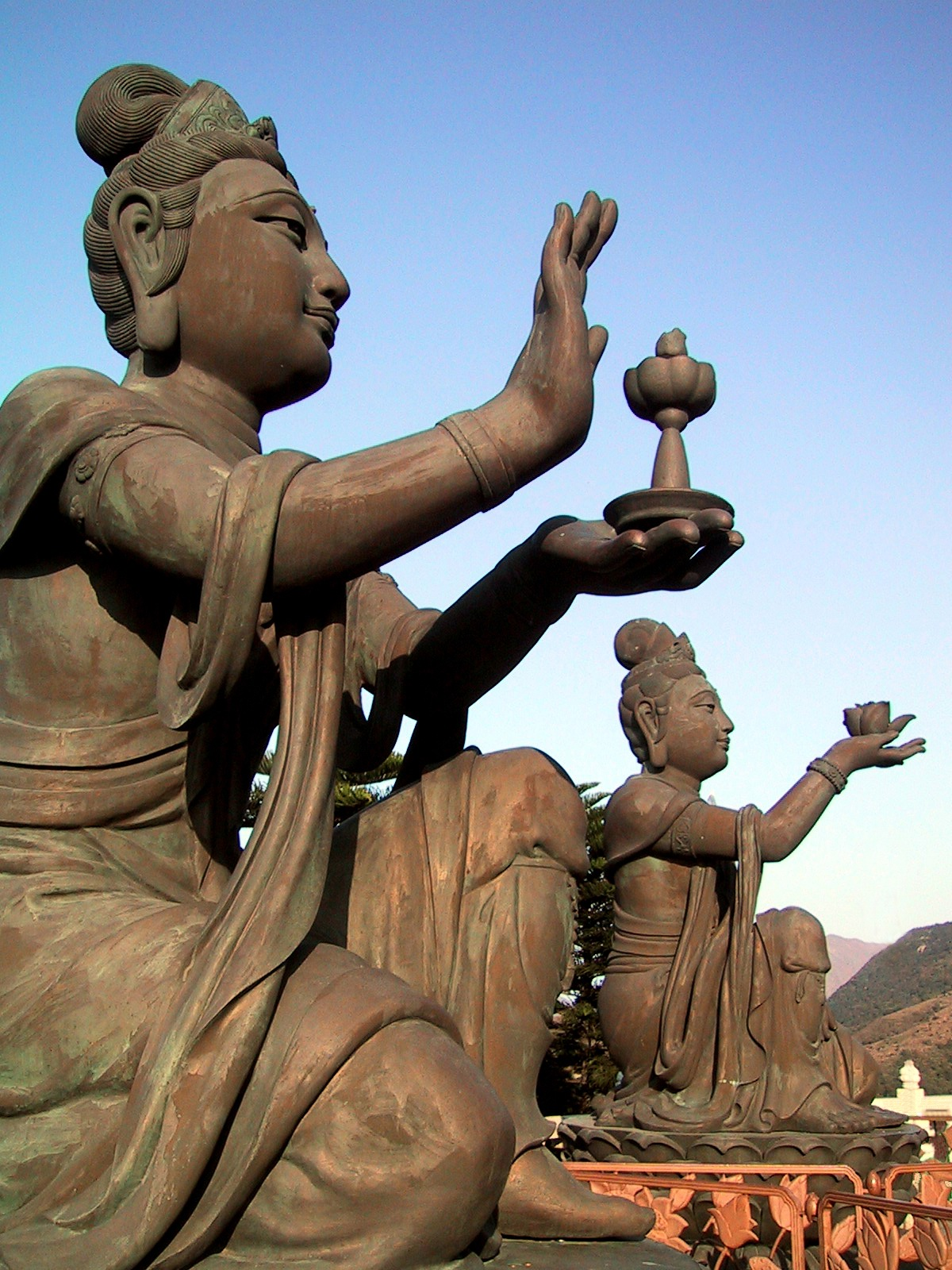
Statuen, den großen Tian Tan Buddha (天壇大佛) preisend (Lantau Island, Hongkong, erbaut von 1990–1993)

Generell ist die Herstellung neuer Bildnisse, Bilder, Ritualobjekte oder Bauten in den Ländern Asiens, die auf eine meist weit über tausend Jahre alte buddhistische Kultur zurückblicken können, sehr traditionell orientiert. Die Merkmale von Buddha-Bildnissen wie Körperhaltung und Hand-Gesten (Mudras), Details wie die durchstochenen Ohren und die Haartracht sowie die Symbolik (Bodhi-Baum, Lotos, Dharmachakra etc.) sind in ihrer Bedeutung kanonisiert und genau festgelegt. Neu hergestellte Statuen und Abbildungen folgen überlieferten Mustern, wobei vor allem die ihnen innewohnende Symbolik im Vordergrund steht und nicht der individuelle künstlerische Ausdruck des Künstlers.
Neben dieser sehr traditionellen Kunst entstanden, nicht zuletzt durch den Kontakt mit der westlichen Kultur, auch moderne Ausdrucksformen. Insbesondere in Ländern wie Japan, Thailand, Südkorea, Sri Lanka oder Bali (Indonesien), in denen ein intensiver Austausch mit den Kulturen des „Abendlandes“ stattfand, greifen Künstler Motive der buddhistischen Ikonographie auf, verbinden sie teils mit westlichen künstlerischen Ausdrucksformen und teils mit Weiterentwicklungen regionaler Stile. Damit schaffen sie moderne, neue buddhistische Kunstwerke. Diese sind allerdings fast immer vor allem Kunst, zwar mit religiösem Hintergrund, aber nicht für die religiöse Praxis geschaffen. In den Darstellungen, sei es Bildhauerei oder Malerei, werden dabei die traditionellen Bildnisse des Buddha bzw. der buddhistischen Ikonographie und Formensprache übernommen, z. B. bekannte Statuen gemalt, und in einen neuen, mehr künstlerisch als religiös bedeutsamen, Zusammenhang gestellt.
Zeitgenössische Künstler, die sich stark mit ihren buddhistischen Traditionslinien auseinandersetzen, stellt beispielsweise Sabine Grosser am Beispiel von fünf Kunstschaffenden aus Sri Lanka vor. Sie greifen nicht nur die buddhistische Ikonographie auf, sondern reflektieren buddhistische Themen mit neuen künstlerischen Formen. In diesem Zusammenhang spielen neue Formen der Erinnerungskultur eine wichtige Rolle. (vgl. Grosser 2010)
Aus Indien war der Buddhismus mit Ausnahme weniger Gebiete im Himalaya-Vorland ab dem 12. Jahrhundert verschwunden. Erst die britischen Kolonialherren nahmen sich schließlich der großteils verwaisten Tempel an, legten sie frei und begannen mit Restaurierungsarbeiten (Sanchi, Ajanta, Mahabodhi-Tempel von Bodhgaya u. a.). Mitte des 20. Jahrhunderts nahmen die Anhänger des Reformers B. R. Ambedkar (erster Justizminister des unabhängigen Indien), der den Übertritt zum Buddhismus als Ausweg für die Dalits, die „Kastenlosen“, propagierte, die weitgehend vergessenen Traditionen wieder auf und begannen damit Replikas und Fotografien alter Buddha-Bildnisse als Objekte der religiösen Praxis zu verwenden. Auch aus anderen buddhistischen Ländern, vor allem Japan, Tibet, Sri Lanka und Thailand, wurden Statuen und Bilder gespendet, um die nach alten Vorbildern neu errichtete buddhistischen Tempel damit auszustatten. Daneben wurde auch in Indien selbst wieder mit der Produktion von Bildnissen begonnen. Da die „neue“ buddhistische Kultur Indiens noch relativ jung ist, ist noch kein fester Kanon in der Ikonographie entstanden. So mischen sich übernommene Stile und Merkmale der alten Traditionen mit den oft sehr farbenfrohen Ausdrucksformen der hinduistischen Alltagskunst des Landes.